# Agrivoltaico

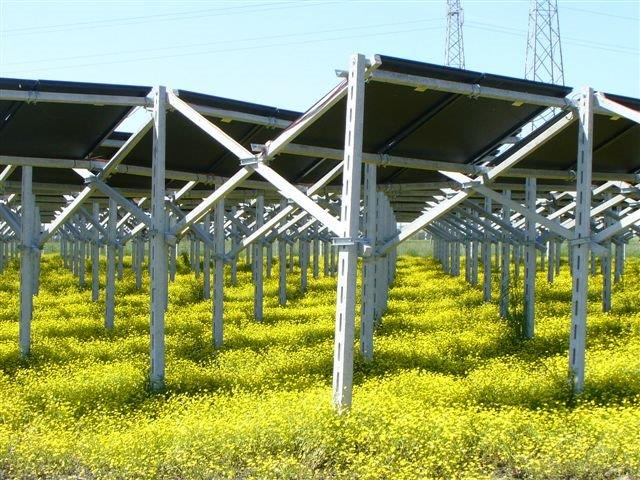
Agrivoltaico. Manto vegetale fiorito sotto la pergola agricola ombreggiante fotovoltaica nel 2010. Laterza, Taranto, Italia

Agrivoltaico od anche agrovoltaico, agri-voltaico, agri fotovoltaico, agro fotovoltaico, agri-pv, agrisolare, è un sistema di produzioni agricola e fotovoltaica realizzate sul medesimo terreno. Nel sistema agrivoltaico i pannelli fotovoltaici sono montati ad un'altezza da terra sufficiente per consentire pratiche di coltivazione convenzionali sul terreno sottostante. Tra gli obiettivi del sistema agrivoltaico vi sono la preservazione dei terreni all’utilizzo agricolo, l’ausilio alle coltivazioni idonee tramite l’ombreggiamento che ne riduce la richiesta idrica, la funzione di sostegno delle piante, il contributo alla regimentazione delle acque piovane, una parziale protezione antigrandine e ad altri fenomeni di precipitazioni e condizioni climatiche estreme. Nell'agrivoltaico la funzione di produzione di elettricità fotovoltaica del sistema è una funzione ulteriore alla produzione agricola

## Definizioni
Agrivoltaico è un termine coniato nel 2011 e ne esistono diverse definizioni tra loro molto simili e coerenti. Di seguito alcune di riferimento e tra le più aggiornate.

### La pubblicazione del 2011 di C.Dupraz ed altri
La pubblicazione del 2011 di C.Dupraz ed altri che propone il termine agrivoltaico riporta la seguente definizione: una combinazione di pannelli solari e colture alimentari sulla stessa unità di terra che massimizza l'uso del suolo.

### Il Fraunhofer Istitut ISE
Il Fraunhofer Istitut ISE, istituto di ricerca tedesco, che dal 1981 si occupa del tema,  nelle apposite linee guida del 2020 per la Germania definisce: "L'agrivoltaico consente l'uso simultaneo del terreno agricoltura e produzione di energia fotovoltaica." Continua specificando: "Colture alimentari e l'elettricità possono essere raccolte sullo stesso appezzamento di terreno. I moduli fotovoltaici che offrono riparo agli animali sono in parte inclusi nel concetto agrivoltaico...".
Ancora il Fraunhofer Institut propone nel 2021 questa definizione: agrivoltaico denota approcci per utilizzare le aree agricole contemporaneamente per produrre cibo e generare elettricità fotovoltaica. In questo modo, l'agrivoltaico aumenta l'efficienza dell'uso del suolo e consente di espandere la capacità di produzione fotovoltaica, mantenendo fertili le aree arabili per l'agricoltura.

### Il Clean Energy Council Australia
Il Clean Energy Council Australia definisce: l'agrisolare (agrivoltaico) si riferisce allo sviluppo congiunto della stessa area di terreno per entrambi solare fotovoltaico e per l'agricoltura". Continua con la seguente precisazione: "Diverse forme di agrisolare sono stati sviluppate in tutto il mondo, con una vasta gamma di approcci innovativi emersi negli ultimi anni." Tra queste varie forma vengono enumerate le serre fotovoltaiche, le pergole fotovoltaiche, le installazioni galleggianti su bacini ad uso agricolo o di acquacoltura. A differenza di altre definizioni anche gli impianti a terra che consentono l'orticoltura o il pascolo di animali da allevamento vengono considerati agrivoltaici.

### Il PNRR 2021 e norme redatte dal Governo Italiano
Nel PNRR 2021 redatto dal Governo Italiano vengono definiti come agrivoltaici: sistemi ibridi agricoltura-produzione di energia che non compromettano l'utilizzo dei terreni dedicati all'agricoltura. La definizione è stata poi modificata con la legge 29 luglio 2021, n. 108 nel come segue: impianti agrovoltaici che adottino soluzioni integrative innovative con montaggio dei moduli elevati da terra, anche prevedendo la rotazione dei moduli stessi, comunque in modo da non compromettere la continuità delle attività di coltivazione agricola e pastorale, anche consentendo l'applicazione di strumenti di agricoltura digitale e di precisione.

## Storia

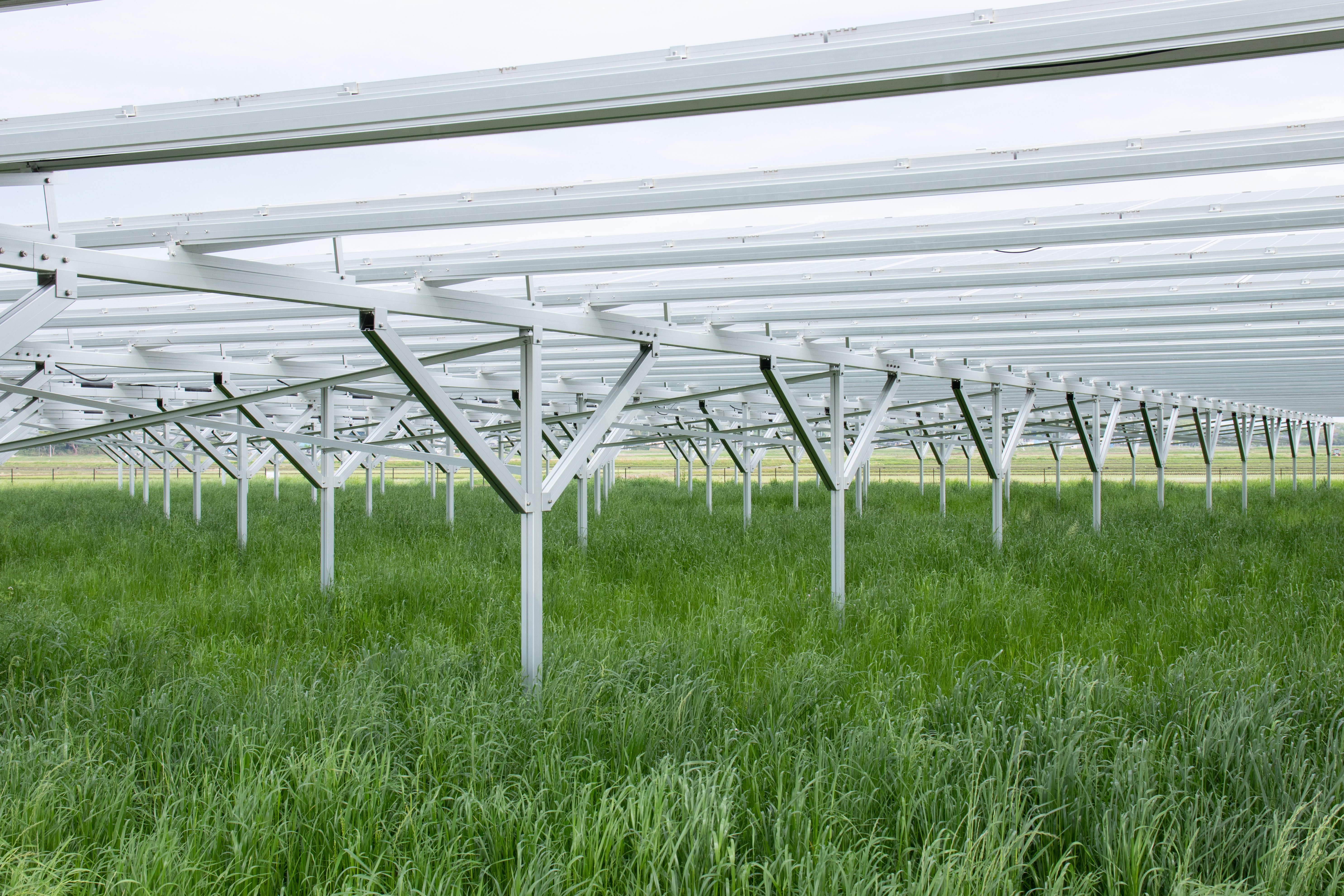
Impianto agrivoltaico Solar Sharing presso Inashiki City, Pref. Ibaraki, Giappone

Nel 1980 il governo italiano discuteva su come rendere più autonoma la produzione energetica delle aziende agricole individuando nella produzione di energia rinnovabile fotovoltaica una delle soluzioni da incentivare. La prima pubblicazione che descrive in linea teorica l'agrivoltaico viene fatta risalire al 1981 e porta il titolo di "patate sotto ai pannelli" con autore l'allora direttore del Fraunhofer Institute, Adolf Goetzberger. L'alto costo della tecnologia fotovoltaica consentì di predisporre prototipi ed impianti agrivoltaici sperimentali successivamente agli anni 2000. Nel 2004 in Giappone, Akira Nagashima sviluppò dei prototipi agrivoltaici e iniziò a proporre la tecnologia con scopi sperimentali e dimostrativi in Giappone usando la denominazione solar sharing (condivisione solare), sia con strutture fisse che con strutture rimovibili. L'incremento nello sviluppo delle soluzioni agrivoltaiche in Europa si registra a partire dal 2007 in particolare in Italia e negli anni successivi lo sviluppo della tecnologia agrivoltaica è stato molto dinamico.
La capacità installata è aumentata da circa 5 megawatt di picco (MWp) nel 2012 ad almeno 2,8 gigawatt di picco (GWp) nel 2020. Programmi di finanziamento governativi in Giappone (dal 2013), Cina (circa 2014), Francia (dal 2017), Stati Uniti (dal 2018), Corea, Italia (dal 2021) hanno consentito un forte impulso alle installazioni. La questione del cambiamento climatico e la valutazione che la produzione solare fotovoltaica sia una delle soluzioni da incrementare maggiormente per sostituire l'utilizzo di combustibili fossili ha portato molti governi a pianificare un forte incremento della potenza dei generatori fotovoltaici installati. Stabilite le nuove esigenze di produzione elettrica da fonte rinnovabile fotovoltaica è emersa la costatazione che le superfici già edificate da destinare alla installazione di pannelli fotovoltaici sono insufficiente al raggiungimento degli obiettivi programmati e pertanto si rende necessario installare nuovi impianti fotovoltaici su terreni. Questa necessità ha ravvivato l'interesse e lo studio delle tecniche agrivoltaiche.

### Applicazioni in Italia
Nel 2007 a Laimburg presso Bolzano viene installato un prototipo di struttura sospesa da terra con treppiedi fissati a plinti di cemento che tengono in trazione funi di acciaio alle quali sono sospesi pannelli fotovoltaici. Il sistema consentiva dei movimenti di inseguimento solare.

Risalgono al 2008 testimonianze di altri prototipi di strutture agrivoltaiche con pannelli fissi.

Prototipo agrivoltaico del 2008 presso azienda agricola a Isola della Scala, Verona
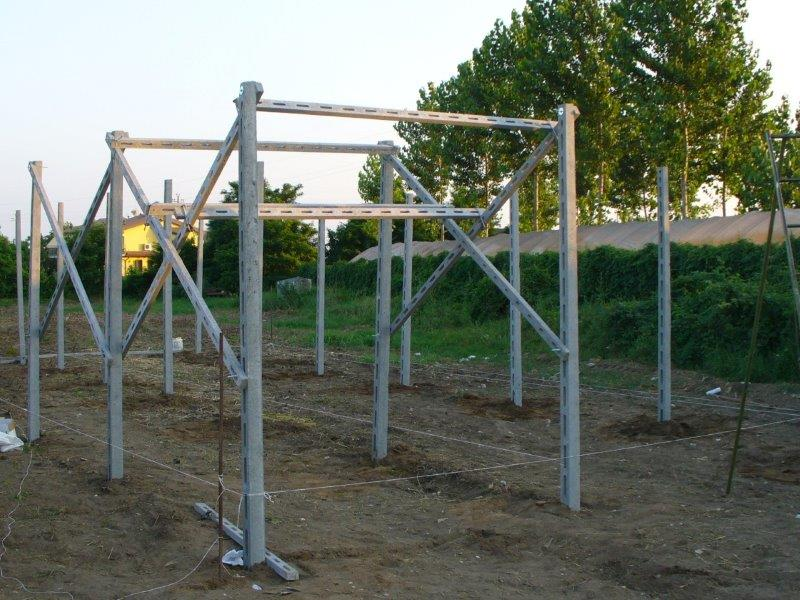
In costruzione con pali da vigneto infissi nel terreno senza plinti
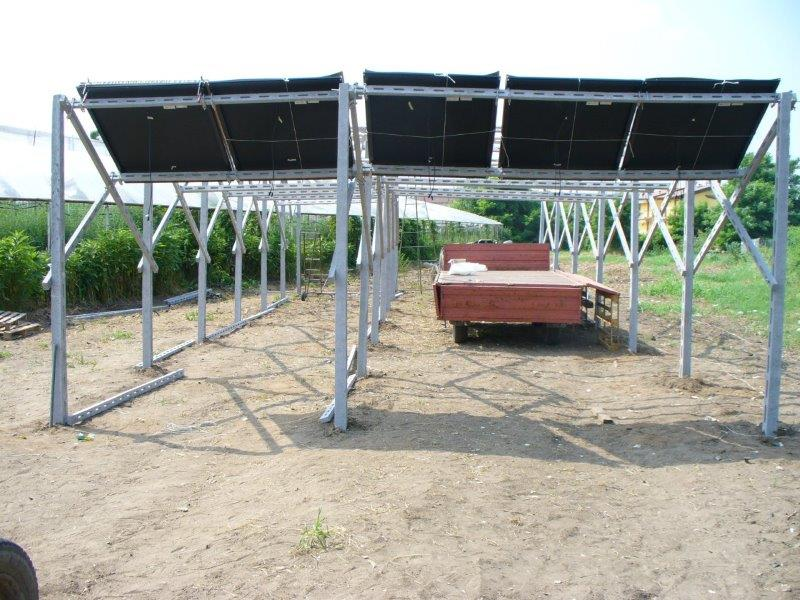
Consente l'utilizzo di mezzi agricoli sul terreno sottostante
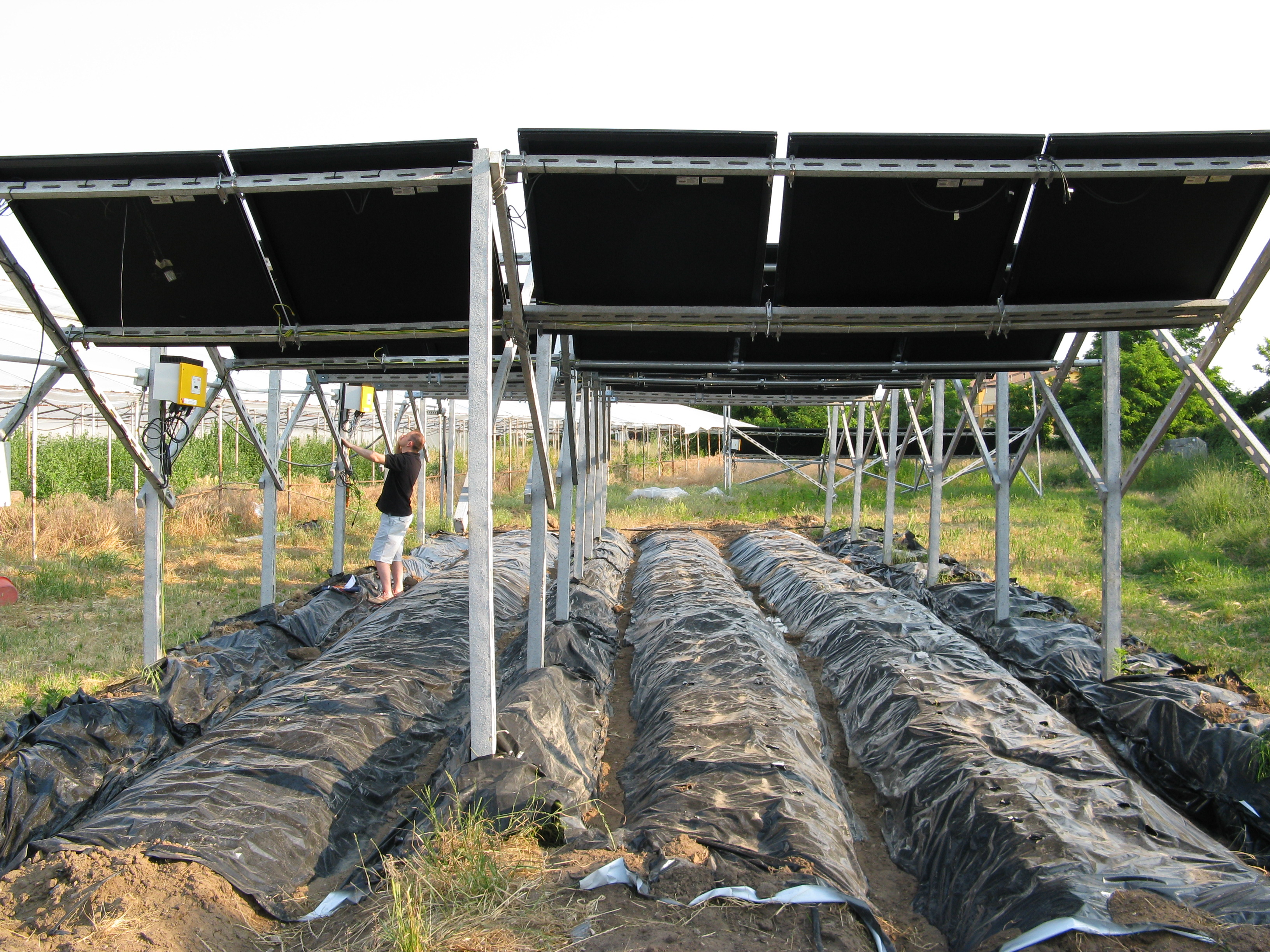
Predisposto per la coltivazione di ortaggi
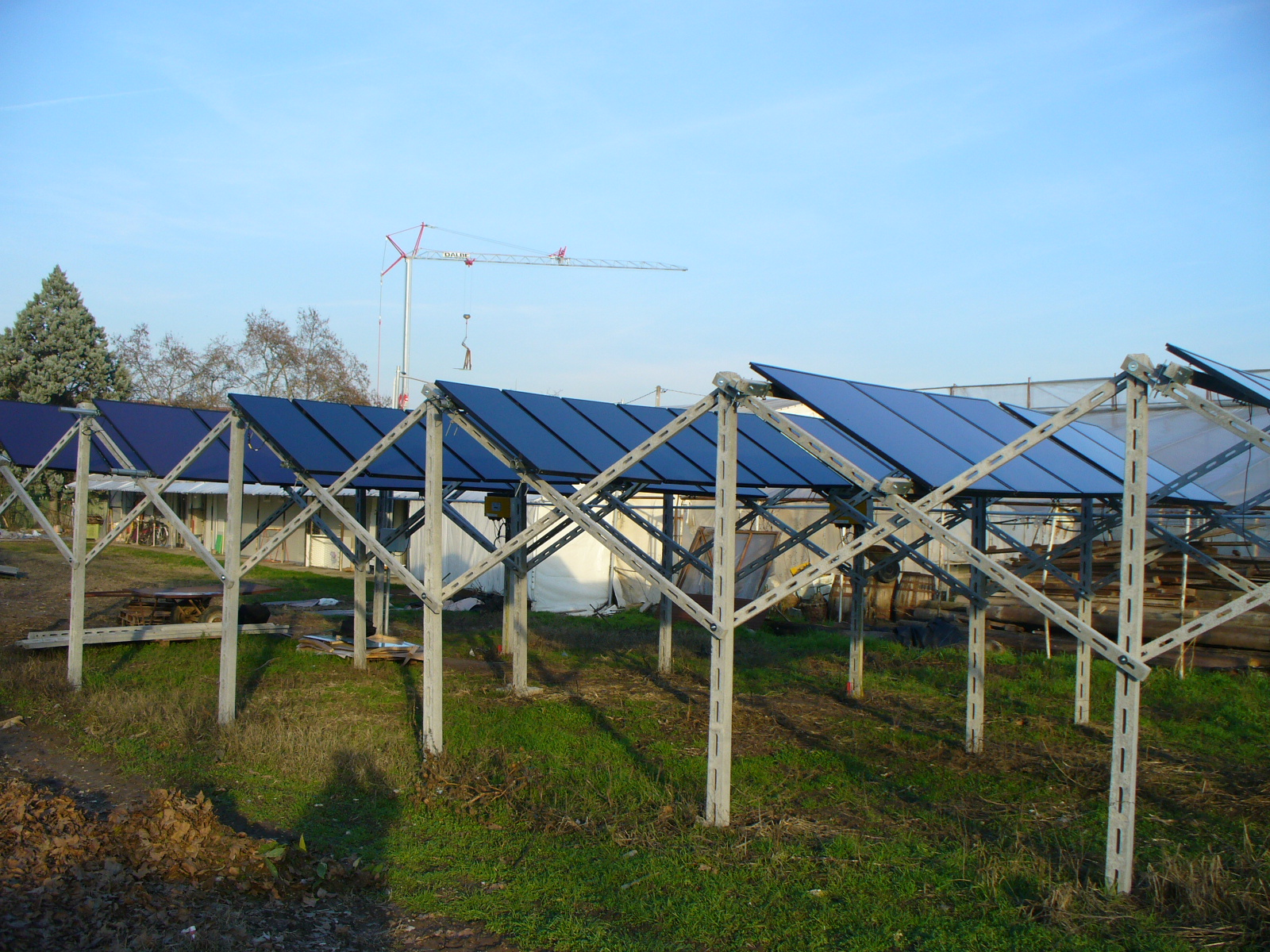
In esercizio temporaneo per prove di resa fotovoltaica

A Mola di Bari, nel comune di Turi viene realizzata una struttura in travi di acciaio per sostenere pannelli fotovoltaici montata al di sopra di un vigneto per uva da tavola. L'impianto ha una potenza di 50 kwp. Altri due impianti a pergola della stessa tipologia sono stati installati su terreno seminativo nelle vicinanze eseguendo prove di coltivazione di ortaggi.
A Laterza una pergola agricola fotovoltaica ombreggiante costruita con componenti comunemente utilizzati per la realizzazione di vigneti tipo pergola veronese e pergola trentina, in cemento armato vibrato ed infissi nel terreno senza plinti come fondazioni. L'impianto agrivoltaico ha una potenza di 20 kwp ed una estensione di circa 600 m².

A San Floriano, in Valpolicella, nel 2009 l’Università di Verona con responsabile scientifico il prof. Maurizio Boselli, avvia Joint Project a seguito di un Progetto Studio di Fattibilità realizzato ai sensi della L.R Regione Veneto 18 maggio 2009 n.9 denominato Integrazione Agricolo Fotovoltaica “Svolta Iperverde", un progetto di ricerca che prevede la realizzazione di una struttura agrivoltaica sopra la chioma di filari di vite tipo corvina 48. Successivamente nel 2010 in continuità con la ricerca e prove di viticultura a Laterza viene realizzata una pergola agricola ombreggiante agrivoltaica di 970 kwp con estensione di 2,5 ettari. Negli anni successivi verranno condotte anche coltivazioni di funghi, ortaggi, alberelli di melo e vigneti.

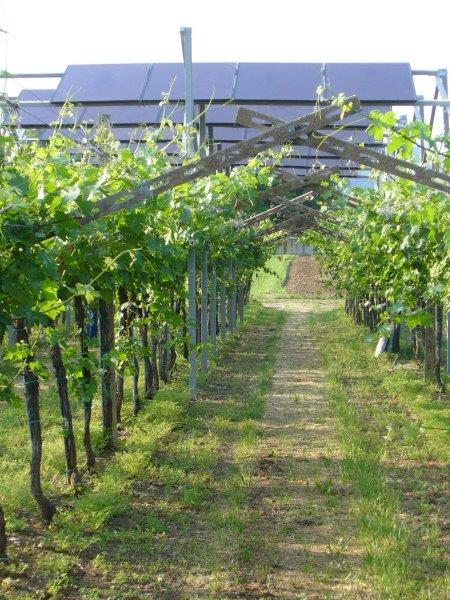
Agrivoltaico. La pergola fotovoltaica agricola ombreggiante Svolta Iperverde del Joint Project Università di Verona 2009_2011. Installata a San Floriano in Valpolicella, Italia
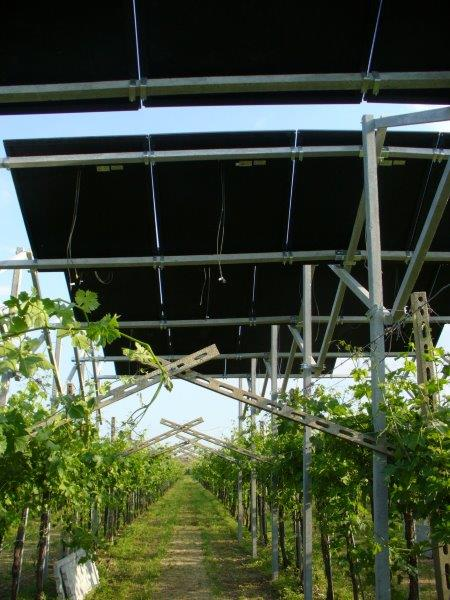
Vista da nord. La pergola fotovoltaica agricola ombreggiante del Joint Project Università di Verona 2009_2011.Installata a San Floriano in Valpolicella, Italia
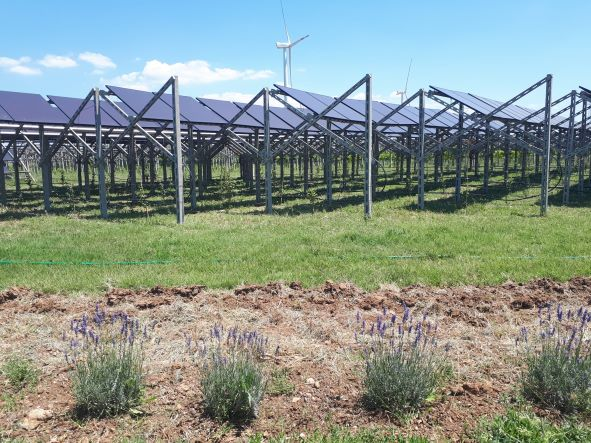
Impianto agrivoltaico da 600 m² e 20 kwpicco  del 2009 a Laterza. Prova di coltivazione alberelli di melo
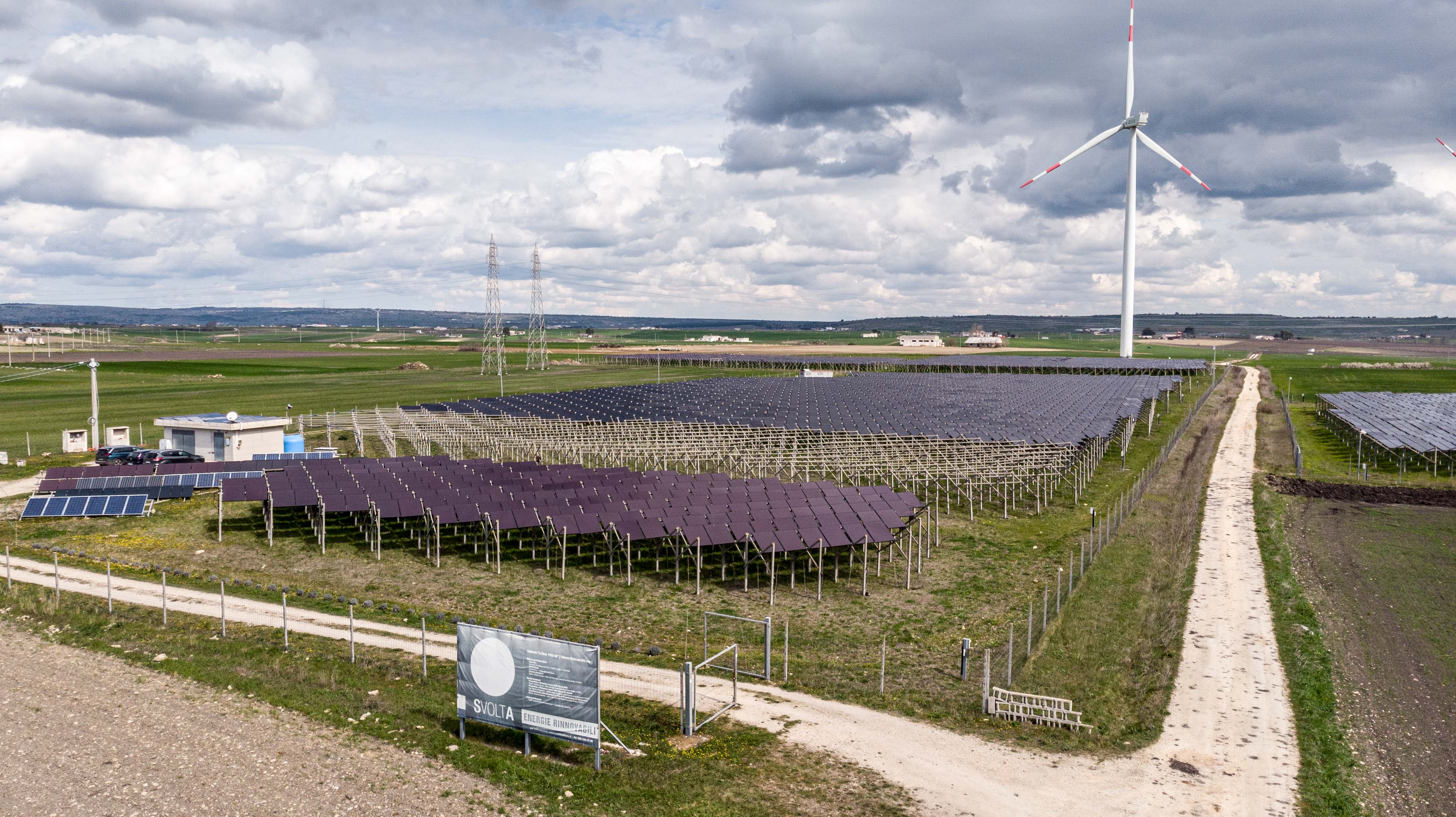
Impianti agrivoltaici a Laterza

L'azienda agricola Fratelli Muratori, presso la Tenuta di Villa Crespia completa la realizzazione di un impianto agrivoltaico di 200 kwp sopra vigneto di uve per vino in Franciacorta nel 2010.
L'azienda Rem Tec porta a compimento la realizzazione di 3 impianti agrivoltaici con tensostruttura in acciaio e con sistema di inseguimento solare su terreni con utilizzo seminativo che consente l'utilizzo sul terreno di macchine agricole convenzionali di grandi dimensioni. Studi condotti in collaborazione con l'Università Cattolica Sacro Cuore di Piacenza confermano il buon esito delle coltivazioni cerearicole con questo specifico sistema agrovoltaico che comporta un ombreggiamento di circa il 15%.
Nel 2012 circa 4 dei 5 megawatt di agrivoltaico censiti in Europa erano in Italia. Successivamente al 2012 le normative italiane inibiscono le nuove installazioni di pannelli fotovoltaici su terreno di conseguenza vengono bloccate anche le installazioni agrivoltaiche. Un parziale sblocco viene posto nel 2020 ed un impulso con il PNRR 2021 Nex Generation. Dal 2021 sono in corso di presentazione numerosi progetti agrivoltaici che coinvolgono anche le maggiori industrie italiane del settore energia.
A marzo 2023, l’azienda Enel Green Power ha avviato nel comune di Tarquinia la costruzione di un impianto agrivoltaico a Piani della Marina da 170 MW. L’impianto, il più grande in Italia, prevede un modello agrivoltaico standard dove verranno coltivati foraggio e borragine tra le file dei pannelli, e alberi di ulivo nelle fasce perimetrali. Il progetto permetterà di evitare l’emissione in atmosfera di circa 130mila tonnellate di CO2 ogni anno.
Enel Green Power ha anche avviato un’iniziativa chiamata “Agrivoltaico Open Labs”, che coinvolge quattro siti italiani, laboratori a cielo aperto in cui è presente una rete di sensori che monitorano le prestazioni dell’agrivoltaico in termini di produzione di energia, di resa agricola e di miglioramento della biodiversità. Due impianti agrivoltaici con tecnologia verticale fissa sono stati realizzati a Colfiorito, dove si coltivano lenticchie e zafferano, e a Salaparuta con l’integrazione di un vigneto in produzione. Un ulteriore sito è stato realizzato in collaborazione con Enea a Portici, dove al fotovoltaico è stata integrata la coltivazione delle microalghe. Infine, un quarto sito si trova a Bastardo: qui tra le file dei pannelli vengono coltivate erbe aromatiche che creano un habitat ideale per gli insetti impollinatori aumentandone la biodiversità.

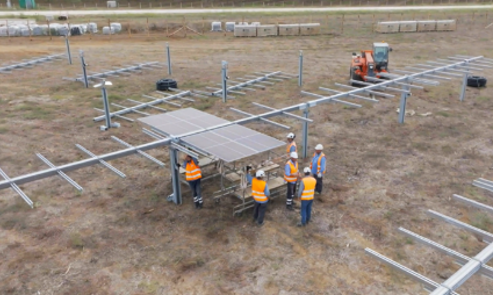
Cantiere dell’impianto di Piani della Marina in costruzione, da 170 MW di capacità. Coltivazione di foraggio, borragine e ulivi.
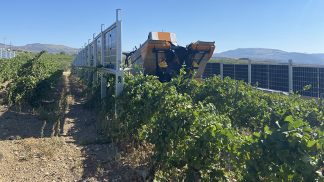
Impianto agrivoltaico con una potenza massima di 44kWp a Salaparuta. Coltivazione di uva.
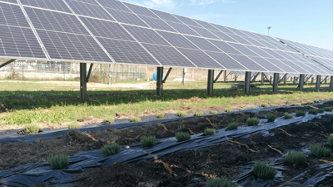
Impianto agrivoltaico con una potenza massima di 0,99 MWp a Bastardo. Coltivazione aromatiche e produzione di miele.

#### Agrivoltaico nel PNRR 2021 Next Generation e la Rete per l'Agrivoltaico Sostenibile di ENEA
Il piano del Governo Italiano PNRR 2021 Next Generation, prevede in Italia l'installazione di circa 1,5 gigawatt di agrivoltaico entro il 2030. ENEA Agenzia nazionale per le nuove tecnologie, l'energia e lo sviluppo economico sostenibile ha promosso nel 2021 la Rete per l'Agrivoltaico Sostenibile italiana per promuovere conoscenze e metodologie per lo sviluppo e la diffusione dei sistemi agrivoltaici. Obiettivo di ENEA è portare la produzione di energia attraverso sistemi agrivoltaici a 30 GW. Sempre nel 2021 il Ministro della Transizione ecologica Roberto Cingolani ha parlato dell'importanza dell'agrivoltaico per rendere autonome le aziende agricole dal punto di vista energetico. Il Ministro delle Politiche agricole Stefano Patuanelli si è mostrato più cauto, ribadendo la priorità di realizzare impianti "sulle coperture degli edifici e non a terra".

## Classificazioni
Nelle linee guida, nella letteratura tecnica e nelle norme vigenti in alcuni paesi, con alcune differenziazioni vengono descritti come agrivoltaici vari tipi di sistemi.

### Sistemi per il pascolo e per le coltivazioni agricole basse
Solo alcune definizioni riconoscono questa tipologia che consente l'utilizzo agricolo limitato ad alcune lavorazioni per lo più manuali. L'aspetto dell'impianto non si differenzia da un impianto convenzionale a terra se non per la presenza di un manto vegetale. La normativa italiana del 2021 considera questi impianti della tipologia a terra convenzionale e non agrivoltaici.

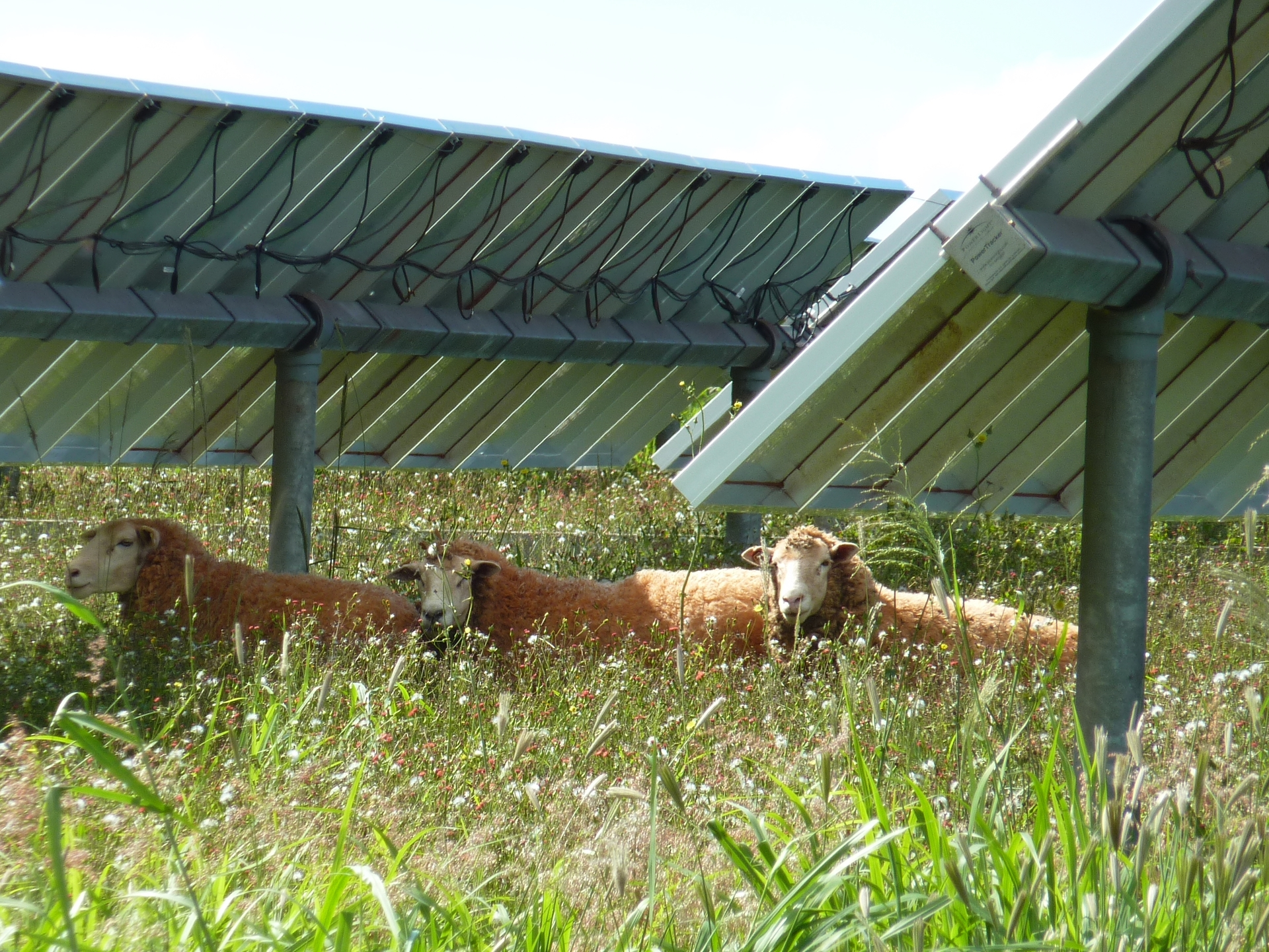
Pecore al pascolo sotto impianto fotovoltaico basso a Lanai Hawaii
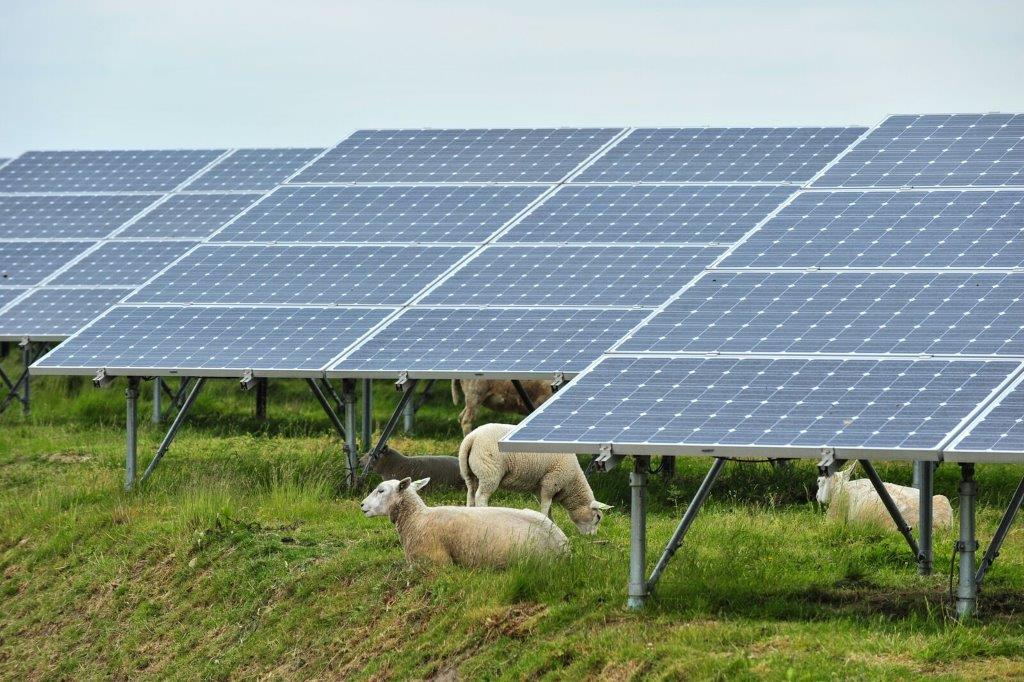
Impianto fotovoltaico basso con pecore al pascolo in Belgio
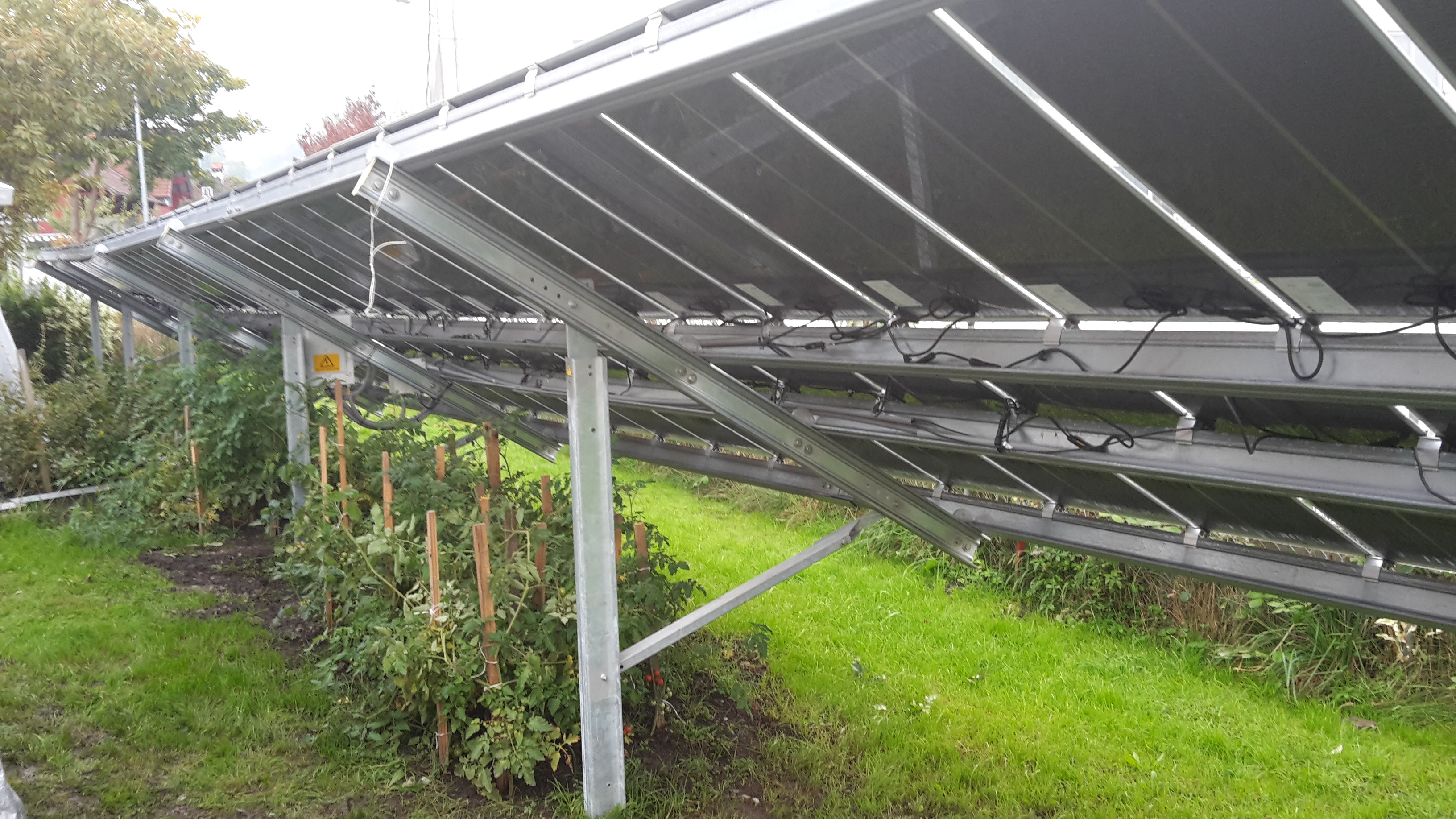
Coltivazione di pomodori sotto impianto fotovoltaico basso in Austria
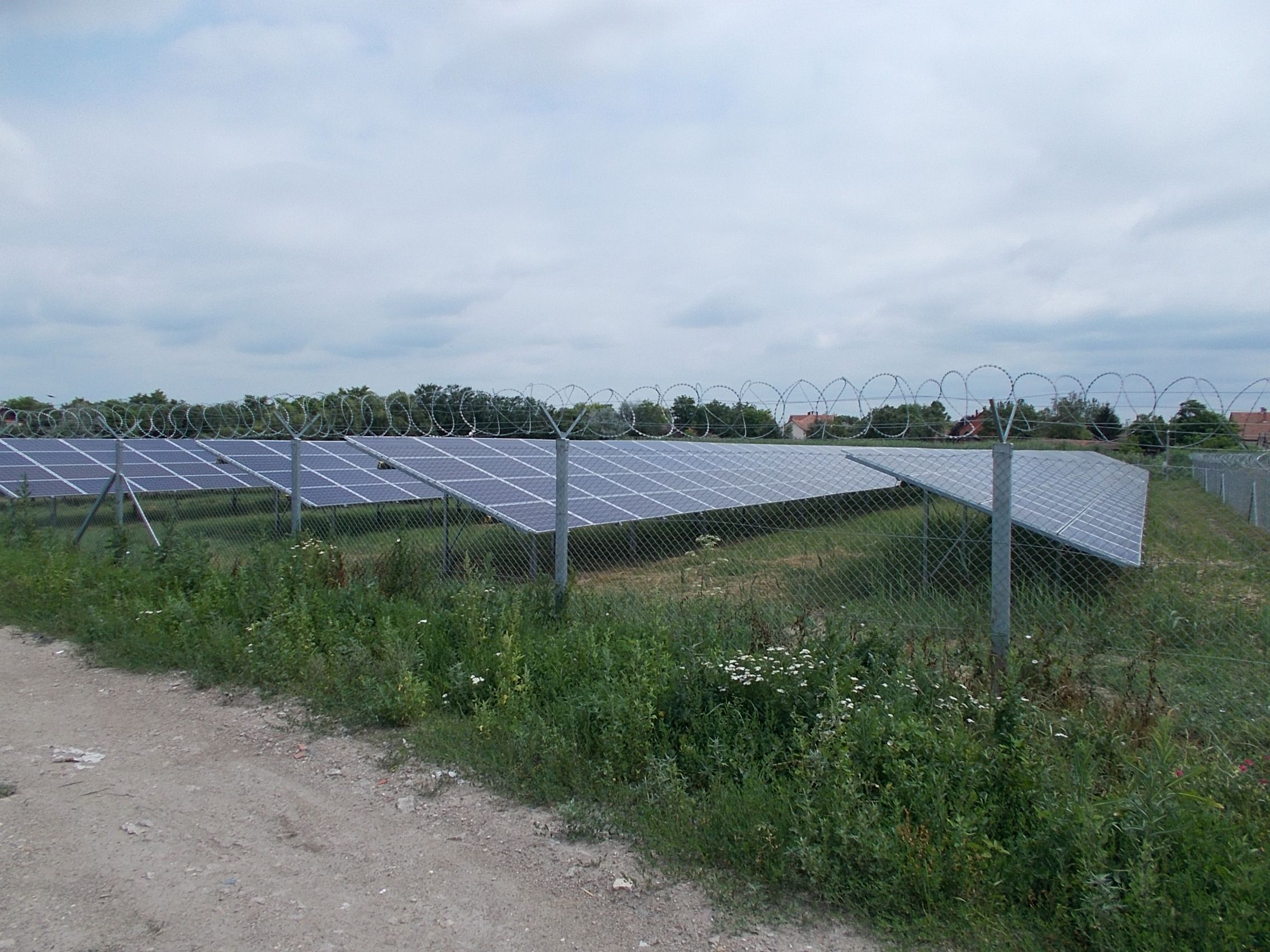
Impianto fotovoltaico a terra convenzionale a Jászapáti in Ungheria
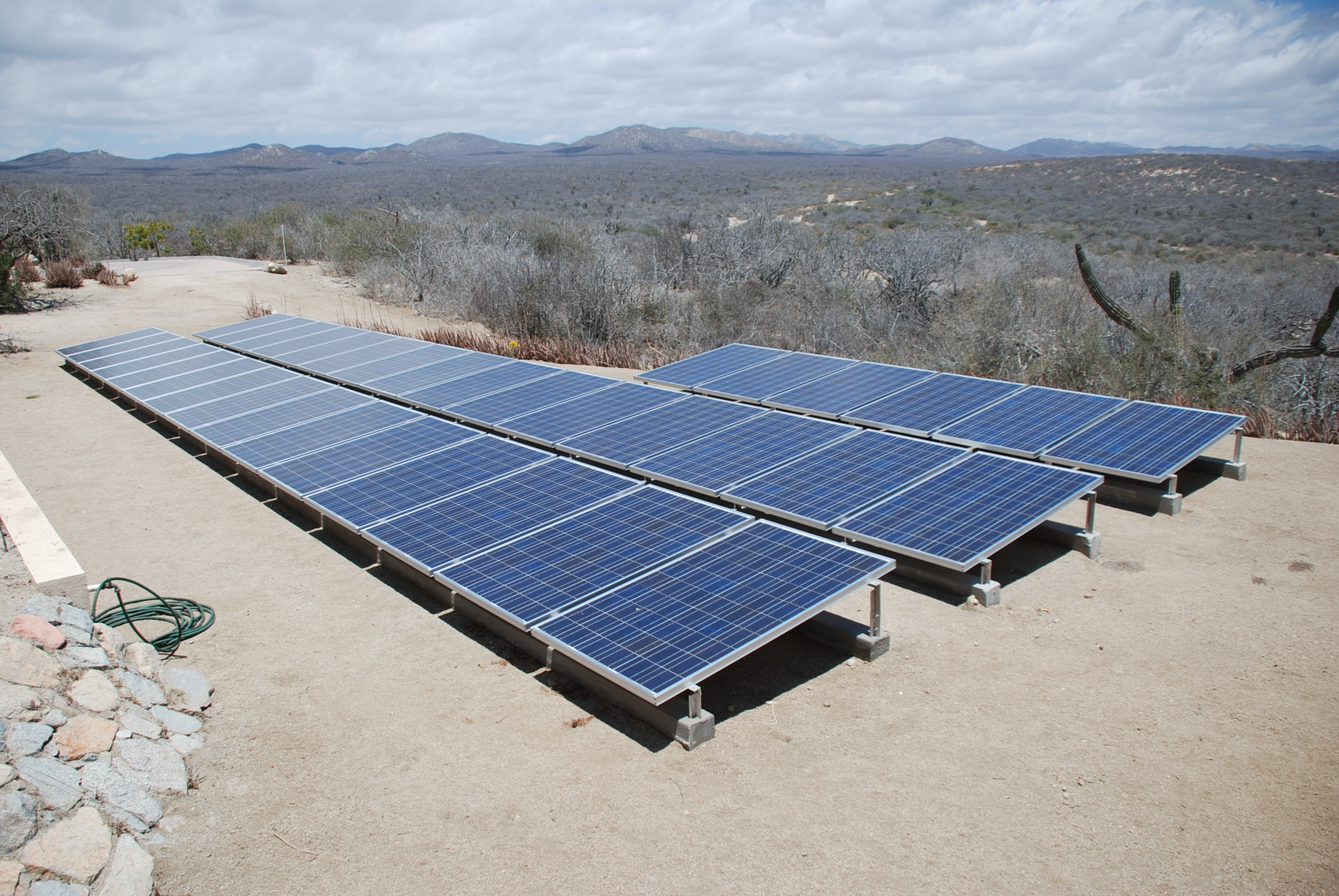
Impianto convenzionale a terra a Baja Sur in California

### Sistemi sollevati da terra che consentono coltivazioni alimentari convenzionali meccanizzate ed eventualmente l'allevamento
Tutte le definizioni di agrivoltaico comprendono questa tipologia. Sono compresi sistemi sia a pannelli fissi che con sistema di inseguimento solare. Sono contemplati anche sistemi a disposizione verticale dei pannelli che consentono il pieno utilizzo del terreno per le coltivazioni.

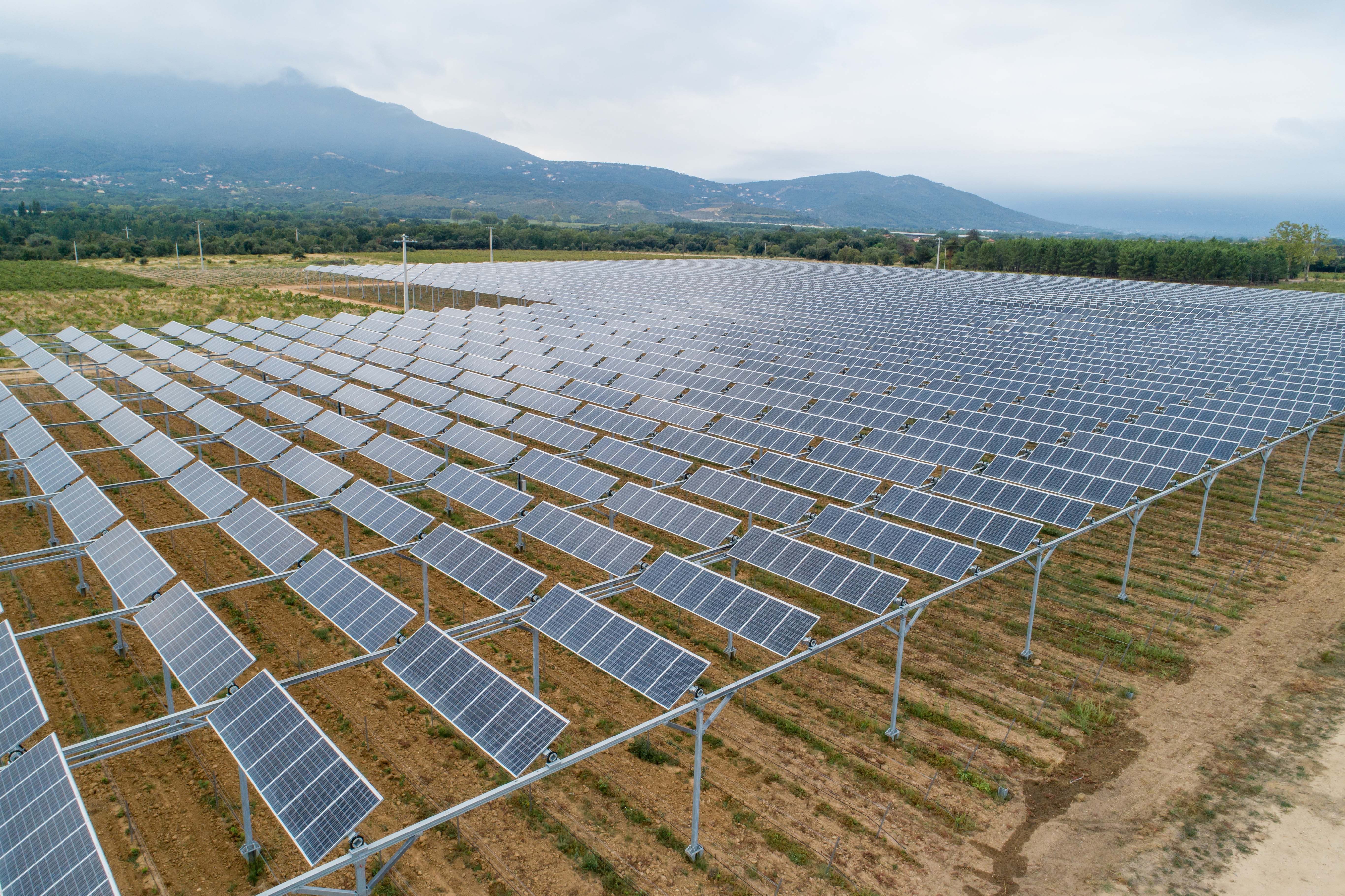
Impianto agrovoltaico su vigneto presso l'azienda Domaine de Nidolères nel comune di Tresserre nei Pirenei Orientali in Francia
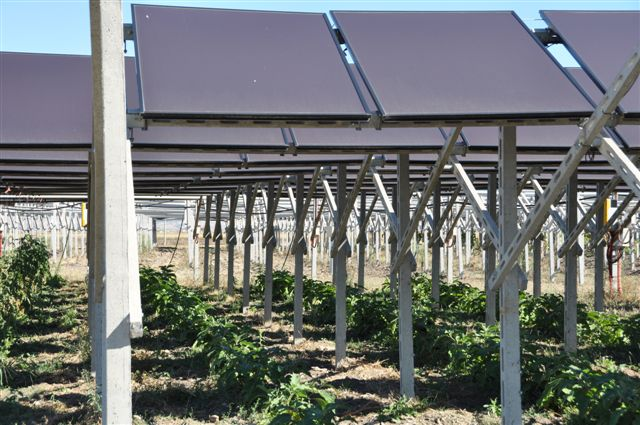
Coltivazioni orticole sotto impianto agrovoltaico presso Laterza, Italia
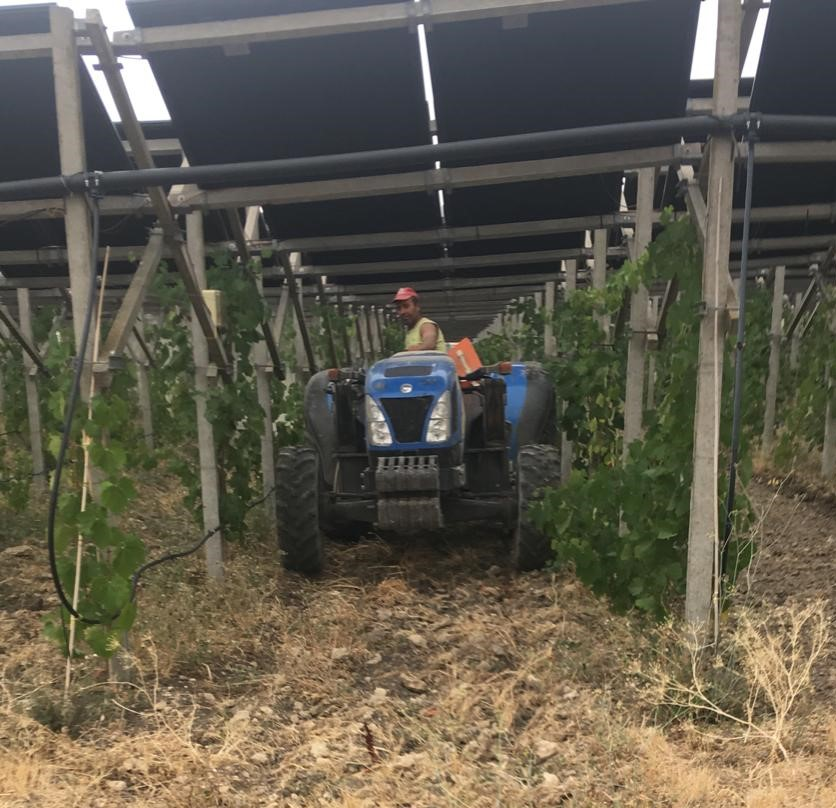
Lavorazione agricola meccanizzata in vigneto agrovoltaico presso Laterza, Italia
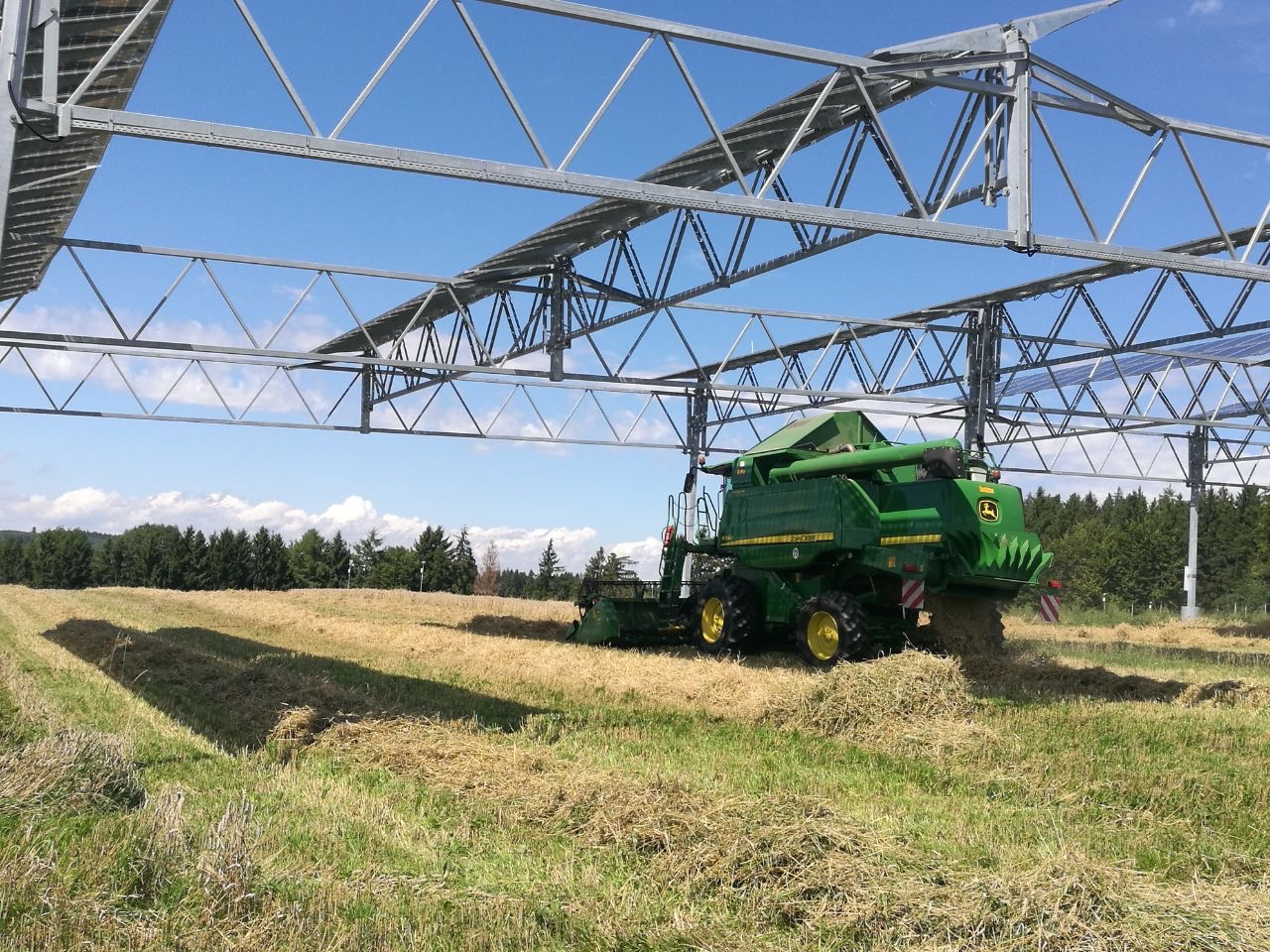
Raccolta meccanizzata sotto un sistema agrovoltaico,nell'impianto pilota APV Heggelbach, presso Oberndorf nel comune di Herdwangen-Schönach, in Germania
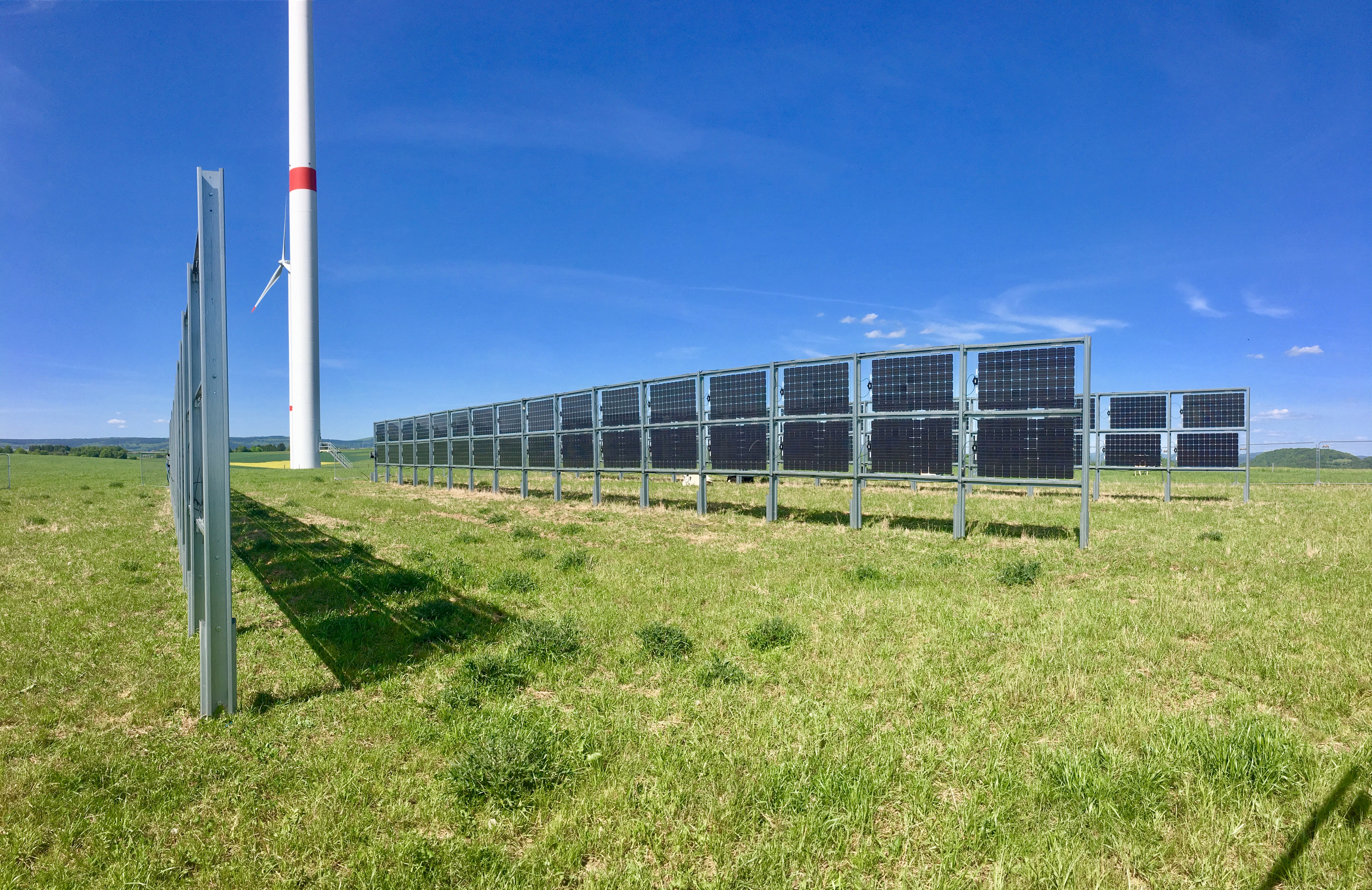
Sistema agrovoltaico a disposizione verticale con pannelli fotovoltaici bifacciali sensibili alla luce su entrambi i lati. Impianto pilota tipo Next2Sun a Losheim am See in Germania

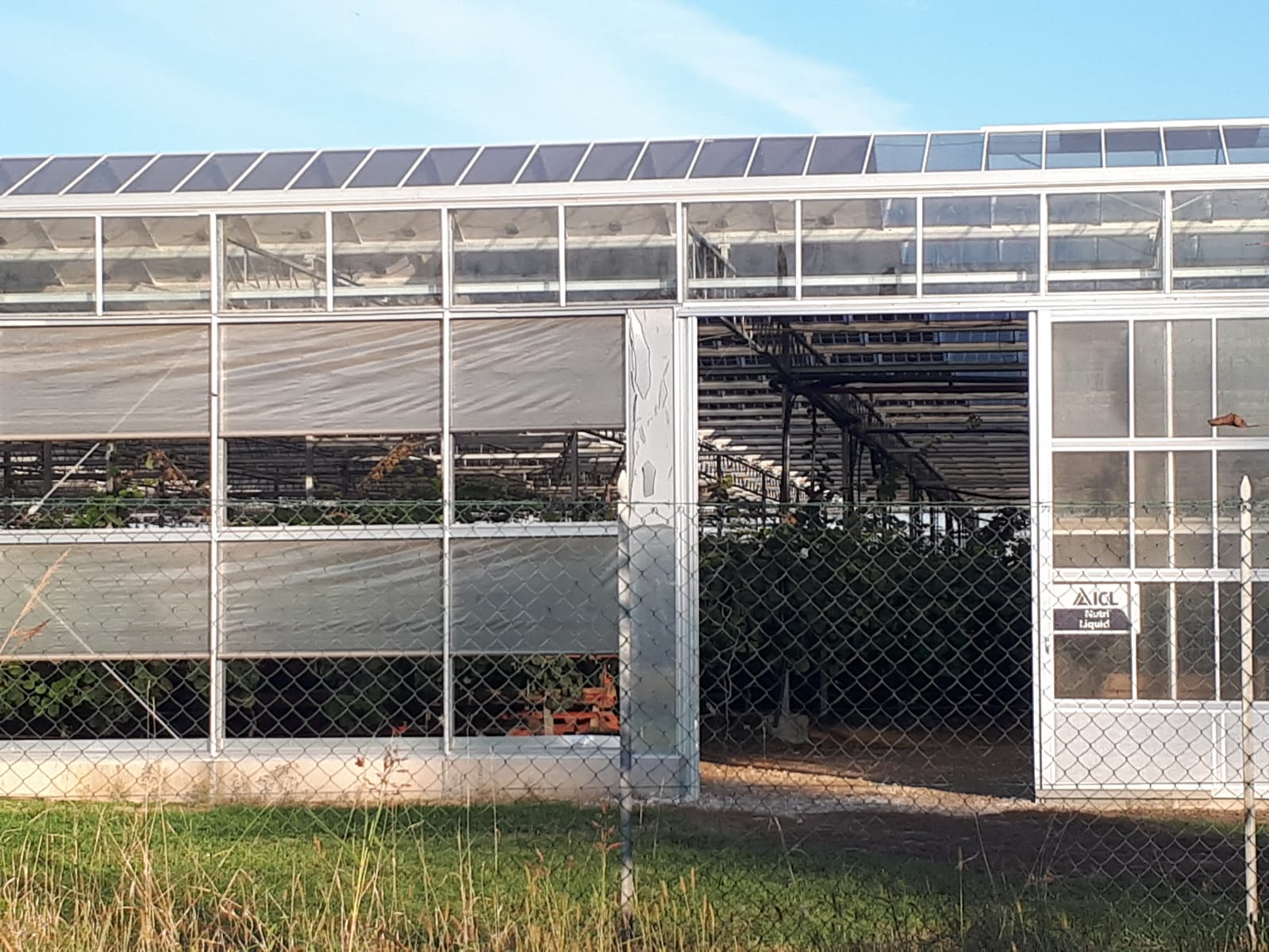
Serra agrivoltaica per la frutticultura a Sorgà, Verona, Italia

### Serre fotovoltaiche
La serra è un ambiente artificiale che crea un microclima di temperatura, irraggiamento ed umidità idoneo alla vegetazione di piante per scopi alimentari, vivaistici, ornamentali o altro. Le serre in Italia presentano norme costruttive codificate da regolamenti regionali che comprendono anche la gestione delle acque meteoriche e comportano la creazione di un ambiente chiuso da pareti. Nelle serre fotovoltaiche la copertura è sostituita in parte da pannelli fotovoltaici opachi o parzialmente trasparenti. Per la particolare conformazione delle serre, sono stati predisposti pannelli fotovoltaici di formati e dimensioni opportune (ad esempio per le serre a tunnel).La copertura e la riduzione di irraggiamento che ne consegue comportano una selezione delle specie vegetali coltivabili in serra fotovoltaica e influenzano il buon esito delle coltivazioni. Il bilancio energetico nelle serre agrivoltaiche deve tenere conto anche della riduzione dell'effetto serra che l'ombra dei pannelli fotovoltaici tende a ridurre aumentando le eventuali esigenze di riscaldamento delle serre stesse.

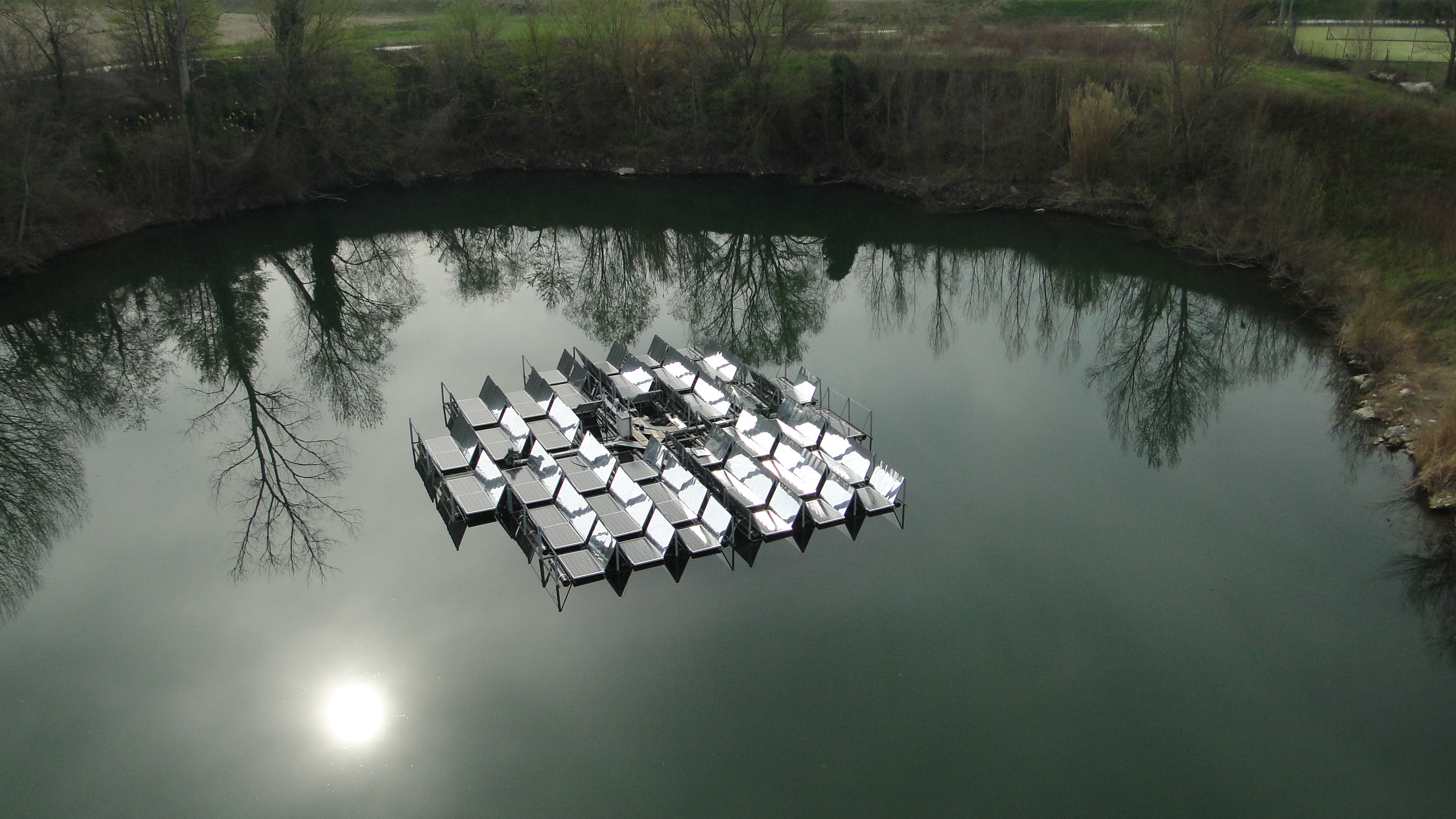
Impianto fotovoltaico flottante o galleggiante a Colignola, Italia. È considerato agrivoltaico in particolare se associato ad acquacoltura

### Impianti galleggianti o flottanti
Si tratta di sistemi fotovoltaici disposti sulla superficie di specchi d'acqua. Sono considerati agrivoltaici in particolare se combinati con acquacoltura cioè con l'allevamento di organismi acquatici, principalmente pesci, crostacei e molluschi, alghe in ambienti confinati e controllati dall'uomo. La copertura dello specchio di acqua con il pannelli fotovoltaici galleggianti consente una riduzione dell''evaporazione fino all'80%. Nel caso di superfici destinate ad usi irrigui o al consumo umano si possono quindi risparmiare quantità di acqua elevate a seconda della percentuale di copertura del bacino e della temperatura atmosferica.Studi e rilevazioni svolti sugli impianti già operanti dimostrano che la resa dei pannelli fotovoltaici può aumentare dal 7 al 15% rispetto agli impianti installati sulla terraferma, per la minore temperatura raggiunta dai pannelli fotovoltaici in prossimità dell'acqua.

## Funzioni ed effetti sulle coltivazioni
A partire dalle prime ipotesi del 1980 la ricerca internazionale ha consentito di qualificare e quantificare gli effetti dei vari tipi di impianti agrivoltaici sulle coltivazioni vegetali e sui suoli, sulla biodiversità e sul paesaggio giungendo alla conclusione che le applicazioni agrivoltaiche possono offrire una soluzione alla combinazione di esigenze alimentari, energetiche e ambientali se realizzate con un approccio multidisciplinare. L'agrivoltaico con le sue funzioni e i suoi effetti sembra un metodo idoneo a contribuire ad un modello di sviluppo sostenibile.

### Preservazione del terreno per la produzione di alimenti
La funzione che più qualifica l'agrivoltaico è la preservazione dei terreni all'utilizzo agricolo alimentare. L'agrivoltaico consente di condurre coltivazioni agricole con metodi convenzionali anche meccanizzati. La sopraelevazione dei pannelli fotovoltaici e la percorribilità del terreno con mezzi meccanici agricoli sotto i pannelli distinguono l'agrivoltaico dall'impianto fotovoltaico a terra convenzionale. Il terreno mantiene quindi la sua fertilità e può passare da un utilizzo agricolo seminativo a tipi di coltivazioni a più alto valore come l'orticoltura, la frutticoltura o il vitivinicolo. Il mantenimento del manto e della massa vegetale contrasta la decarbonizzazione dei terreni. L'uso del terreno come pascolo per animali è considerato agrivoltaico da alcune definizioni. Da altre definizioni il pascolo è considerato solo parzialmente agrivoltaico se non consente la transitabilità con mezzi meccanici sotto ai pannelli fotovoltaici.

### Ombreggiamento

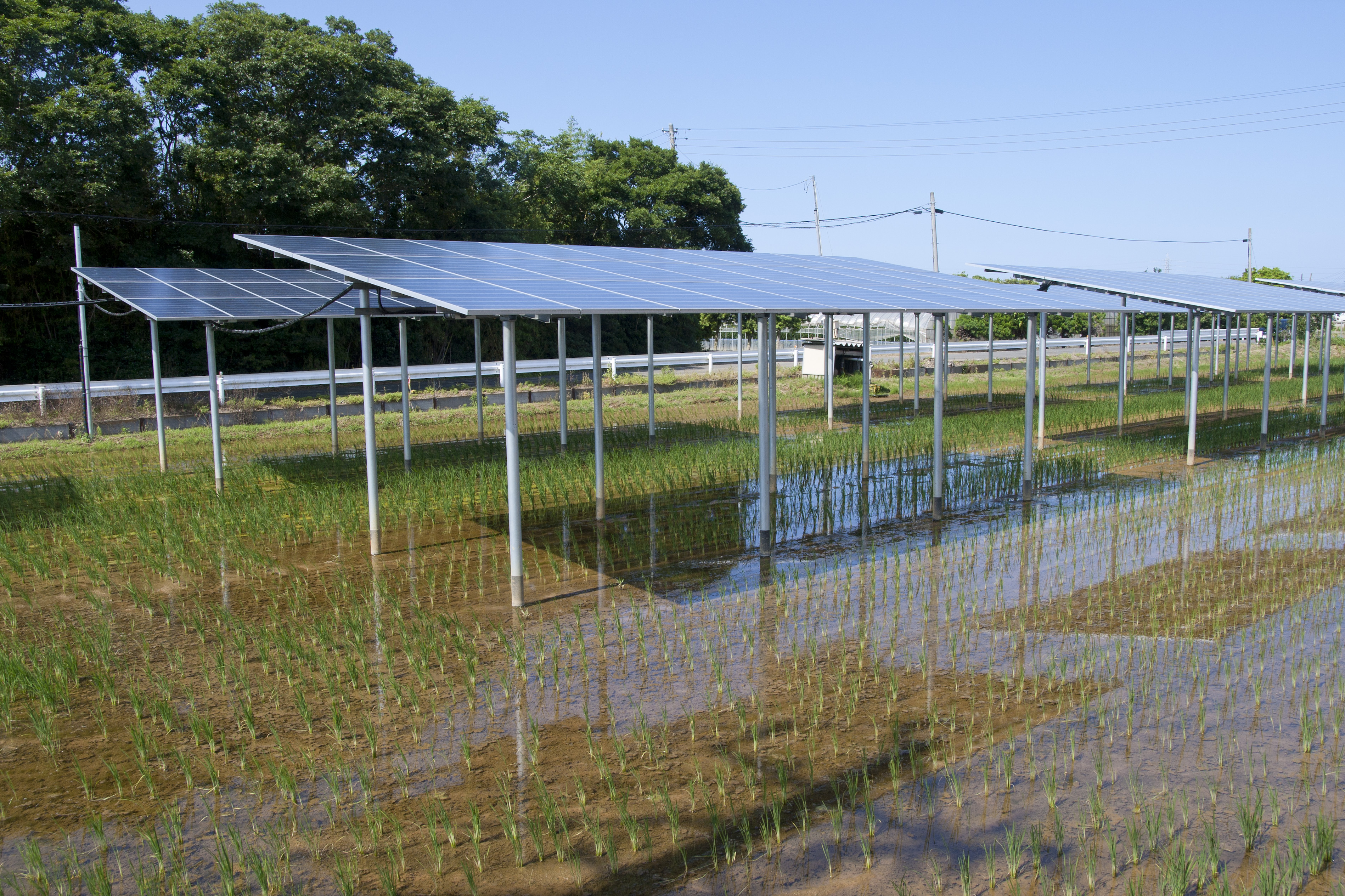
Agrivoltaico. Ombre dei pannelli visibili sotto un impianto tipo Solar Sharing su una risaia presso Kamisu, Ibaraki, in Giappone

Il primo studio che descrive l'agrivoltaico ipotizzava la coltivazione delle patate sotto l'ombra dei pannelli solari in quanto "un po' di ombra fa bene alle patate". Prove successive hanno confermato una maggior produzione di patate del 3% sotto ombreggiamento agrivoltaico rispetto alla coltivazione in pieno sole.
La misurazione di alcuni parametri ambientali sotto ombreggiamento dei pannelli fotovoltaici ha dato il seguente riscontro:
- riduzione dell'irraggiamento solare,
- temperatura e umidità ambientale dell'aria sono assai simili sia sotto i pannelli che in pieno sole,
- la temperatura e l'escursione termica giornaliera del suolo è inferiore sotto i pannelli di 1-2 gradi centigradi,
- il potenziale di acqua disponibile nel terreno è superiore nelle zone a maggiore ombreggiamento[52].

Con questi effetti ambientali l'ombreggiamento ha una azione selettiva sulle specie vegetali coltivabili: alcune si avvantaggiano o tollerano un parziale ombreggiamento che comporta una riduzione della radiazione solare. Sono allo studio strumenti teorici per facilitare la selezione delle specie vegetali idonee per le condizioni specifiche di ciascun sistema agrovoltaico. La crescita di alcuni ortaggi (lattuga e cetriolo) sotto l'ombreggiamento dei pannelli, viene leggermente rallentata solo nelle prime tre settimane dando al termine del ciclo produttivo un risultato similare alla coltivazione in pieno sole. Altri ortaggi come i cavolfiori possono raddoppiare la produttività.  Un altro esempio studiato è quello della vite, pianta che appartiene alla famiglia delle liane che generalmente sono rampicanti e che vivono anche in parziale ombreggiamento: l'ombreggiamento agrivoltaico ha fatto rilevare un minore "stress idrico" delle piante durante i periodi di caldo e irraggiamento intensi, con un risultato positivo sulla crescita dei frutti. Altre coltivazioni che tipicamente si trovano in ombreggiamento parziale sono quelle dei "frutti di bosco", more, ribes, goji, mirtilli e funghi solitamente collocate sotto la chioma di altre specie vegetali di maggiore altezza.
Le specie vegetali che richiedono un forte irraggiamento diretto non hanno dato risultati positivi con l'agrivoltaico anche se vi sono sperimentazioni in corso ad esempio sul mais ed altri cereali. Nei contesti dove l'ombreggiamento agrivoltaico è minimale (15%) si sono ottenuti risultati positivi anche con le coltivazioni seminative tipicamente effettuate in pieno sole (miglio, frumento).
L'ombreggiamento delle serre agrivoltaiche ha dato risultati non sempre positivi. All'aumentare dell'ombreggiamento si riduce la produttività della serra in misura contenuta se l'ombreggiamento non supera il 25%, in misura significativa se l'ombreggiamento raggiunge o supera il 50%. In particolare alcune esperienze fatte con la serricultura di specie vegetali che richiedono un intenso irraggiamento (pomodoro),  non hanno dato risultati positivi con l'ombreggiamento per la forte riduzione della radiazione solare (- 64%) e l'aumento di utilizzo energetico per il riscaldamento della serra.Esperienze analoghe sono state rilevate in serra nella coltivazione della cipolla che ha dato risultati di crescita inferiori nella serra ombreggiata.

### Riduzione del fabbisogno idrico delle coltivazioni
È stato rilevato in alcune misurazioni sperimentali che sotto l'ombreggiamento dei pannelli le coltivazioni riducono dal 20 al 40%  il fabbisogno idrico rispetto alle stesse coltivazioni in pieno sole. È stato rilevato che si riduce in modo significativo lo "stress idrico" della pianta. L'effetto si accentua in corrispondenza di stagioni particolarmente aride, calde e soleggiate.

### Sostegno alle colture agricole
La struttura fotovoltaica può svolgere la funzione di sostegno alle coltivazioni agricole che lo richiedono. Tra i possibili esempi vi è la funzione di sostegno della vite a costituire la vera e propria struttura portante del vigneto, di piante per frutti di bosco, di coltivazioni orticole quali il pomodoro. Nell'immagine a lato la struttura agrivoltaica è costituita da componenti agricole per vigneto modificate per sopportare il carico dei pannelli fotovoltaici. I pali infissi nel terreno con la stessa metodica usata tradizionalmente per il vigneto a pergola veronese e pergola trentina sostengono le piante di vite e i fili di ferro comunemente utilizzati per la realizzazione dei vigneti. La struttura può servire anche per sostenere altri dispositivi accessori alle coltivazioni quali reti ombreggianti, antigrandine, sistemi di irrigazione, dispositivi per il controllo ambientale e per l'agricoltura di precisione. Negli esempi delle immagini sottostanti la struttura agrivoltaica porta anche il sistema di irrigazione goccia a goccia.

Esempi di sostegno della struttura agrivoltaica alle piante e a dispositivi accessori alle coltivazioni
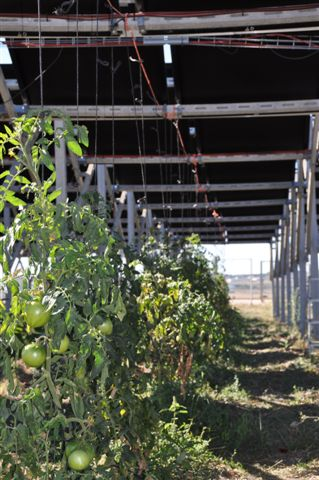
sostegno a piante di pomodoro
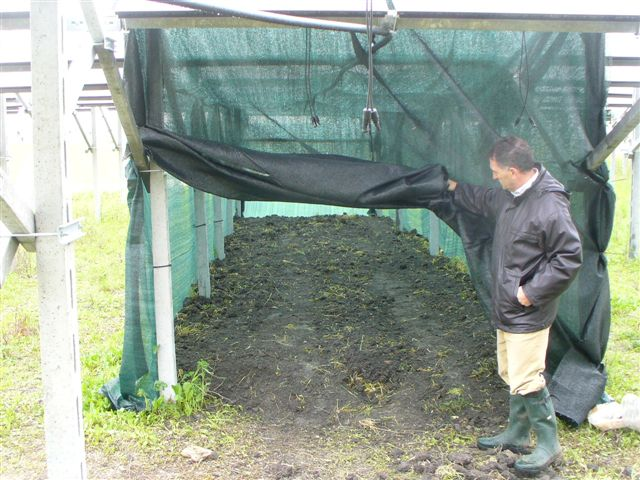
sostegno a reti ombreggianti e sistema di irrigazione per la coltivazione di funghi
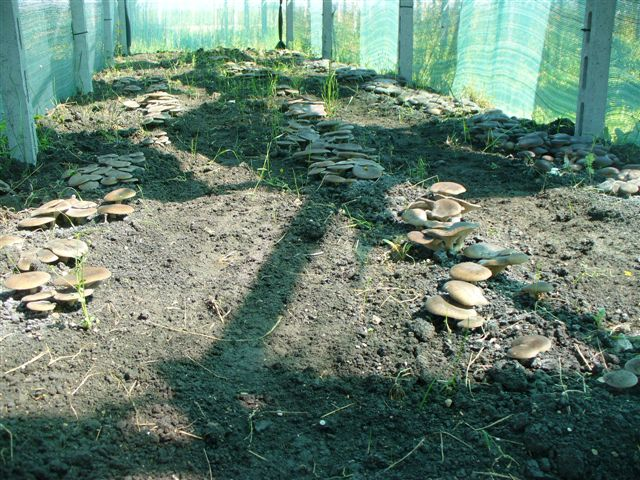
funghi cardoncelli colltivati sotto impianto agrovoltaico
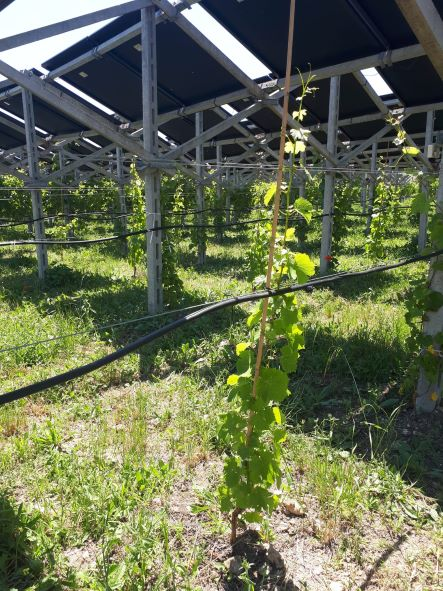
la struttura sostiene i filari e il sistema di irrigazione in questo vigneto agrovoltaico
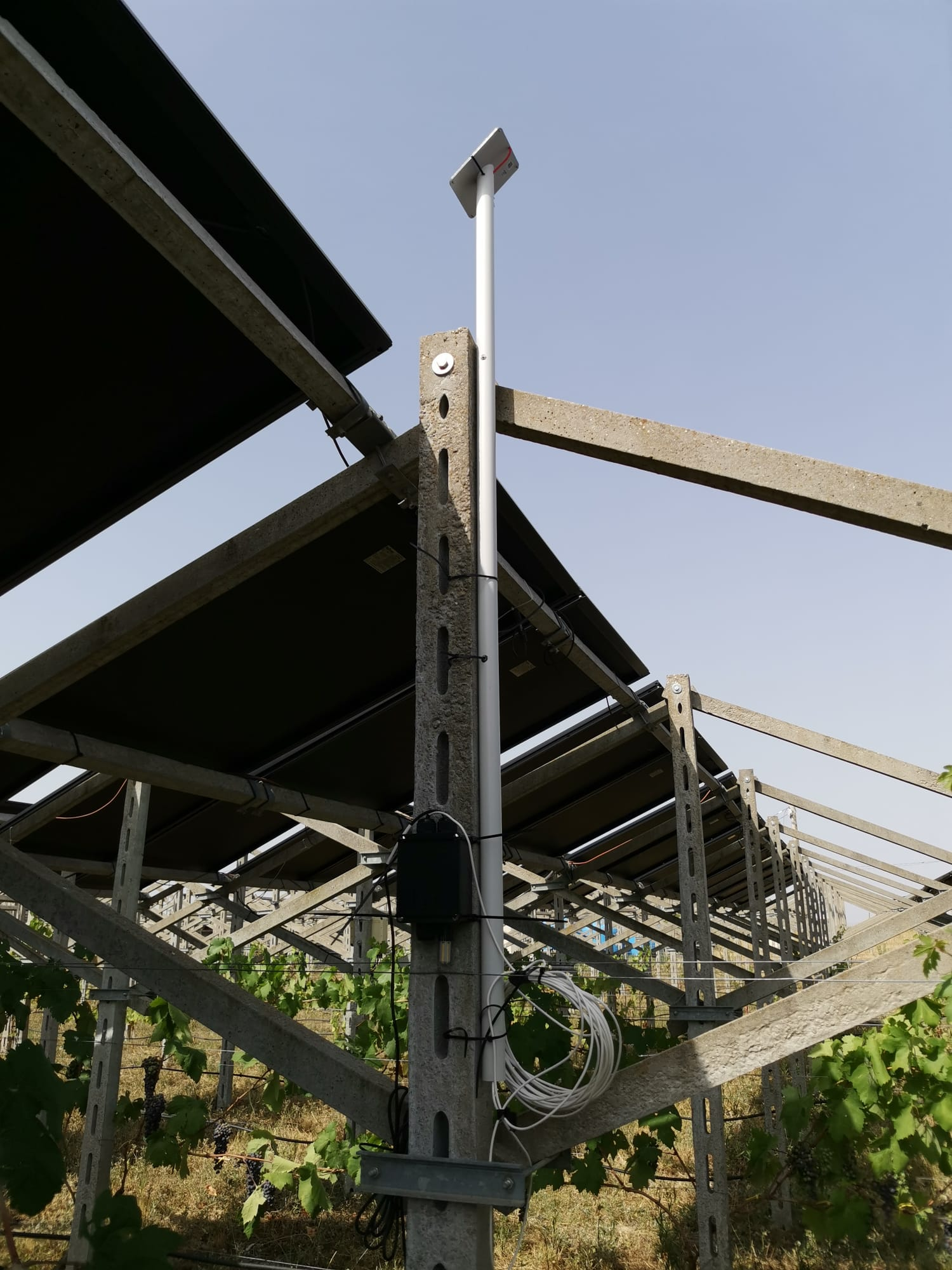
dispositivi per il monitoraggio ambientale e per l'agricoltura di precisione

### Regimentazione delle acque piovane
Le acque meteoriche sono quella parte delle acque di una precipitazione atmosferica che non evapora e che non viene assorbita dal terreno. Le acque meteoriche possono dilavare sulle superfici scolanti provocando impoverimento del terreno e erosione, oppure possono ristagnare sul suolo provocando allagamento e possibile asfissia degli apparati radicali delle piante coltivate.
Il pannello fotovoltaico sospeso da terra costituisce una superficie generalmente impermeabile sulla quale l'acqua scorre per gravità. Sistemi di raccolta dell'acqua dai pannelli fotovoltaici consentono di ridurre la quantità di precipitazione sul terreno, riducendo la formazione di acque meteoriche, e di conservare l'acqua per riutilizzarla secondo le esigenze delle coltivazioni. La pratica è consueta nella serricultura ma non nella realizzazione degli impianti agrivoltaici che, nella maggior parte delle definizioni,  si distinguono dalle serre in quanto sono strutture aperte e senza le pareti di chiusura che caratterizzano la serra. La modalità e la quantità di acqua raccolta dai pannelli fotovoltaici è simile a quella ottenuta dalle superfici pluviali edili.

#### L'acqua di rugiada
Oltre alle acque piovane i pannelli possono consentire la raccolta delle acque di rugiada, che si condensano sulle superfici dei pannelli fotovoltaici quando la temperatura dei pannelli scende al di sotto del punto di rugiada atmosferico. Questo avviene in genere durante le ore notturne e del primo mattino quando in assenza di irraggiamento solare il pannello si raffredda maggiormente dell'aria circostante e funge da superficie di condensazione del vapore acqueo atmosferico. Il fenomeno della rugiada si può manifestare anche in periodi di siccità, in zone aride e persino desertiche. Il contributo delle precipitazioni in forma di rugiada si può aggirare mediamente sugli 0,5 mm al giorno e solo quando ci sono le condizioni favorevoli.

Prototipi e dispositivi per la raccolta di acqua piovana da impianto agrivoltaico a Laterza, Taranto
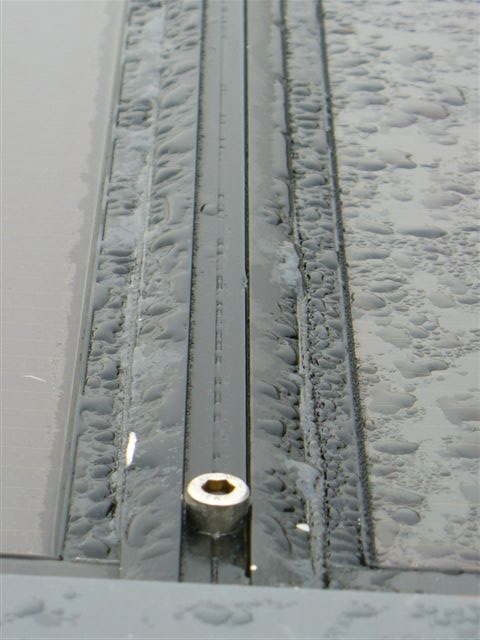
Precipitazioni atmosferiche su pannelli fotovoltaici
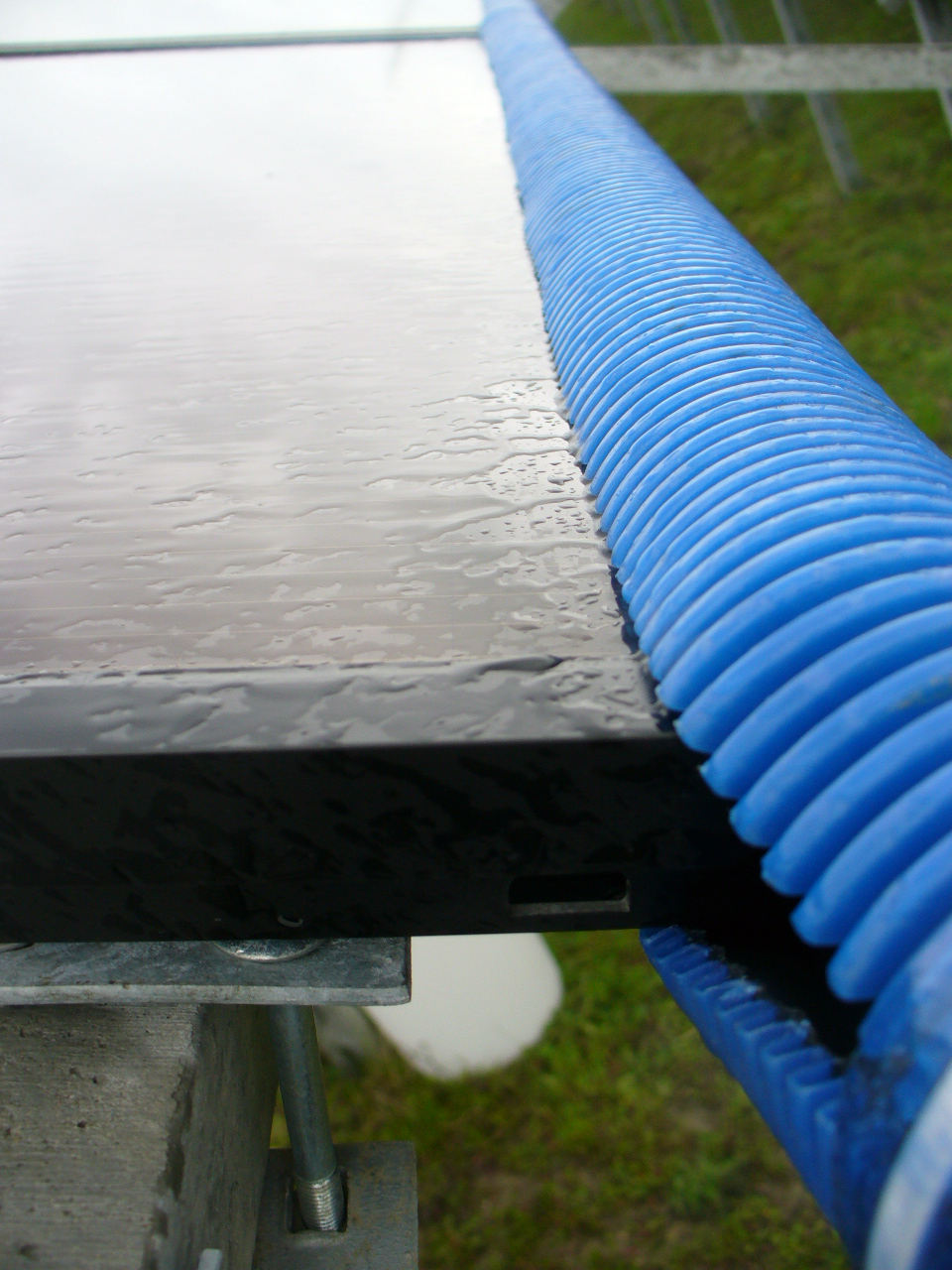
Prototipo del 2011
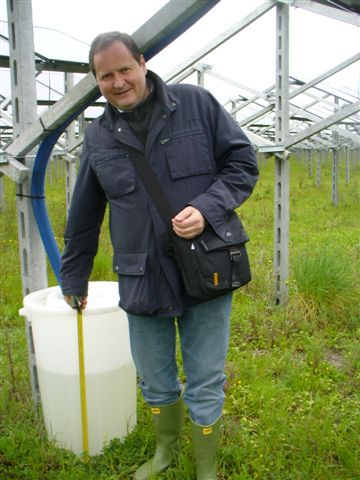
Misurazioni della raccolta nel 2011
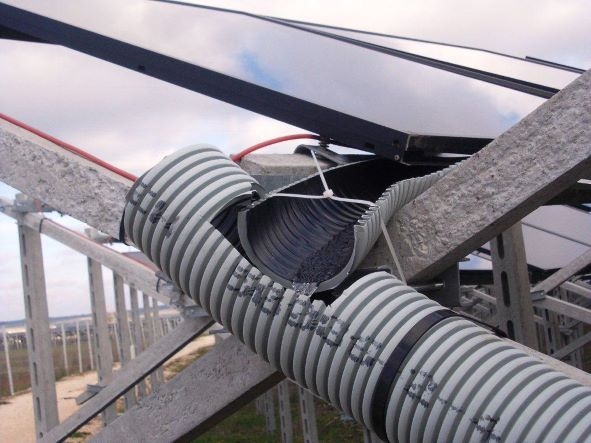
Prototipo del 2013
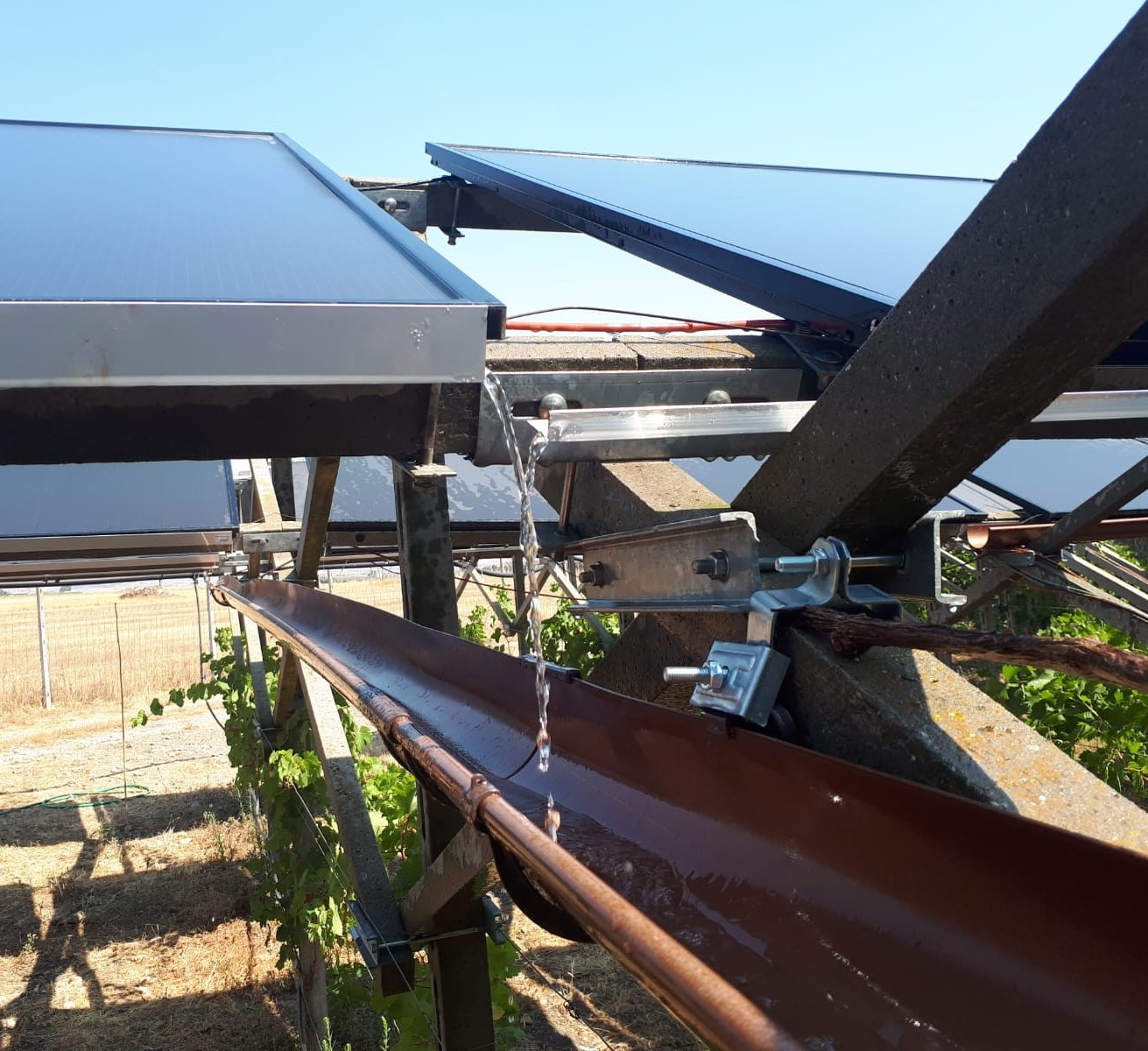
Dispositivo su vigneto nel 2021

### Protezione dagli agenti atmosferici
La struttura agrivoltaica costituisce una parziale protezione da fenomeni atmosferici quali precipitazioni di forte intensità, grandine, neve, venti di forte intensità.

### Produzione di energia elettrica da fonte rinnovabile solare fotovoltaica

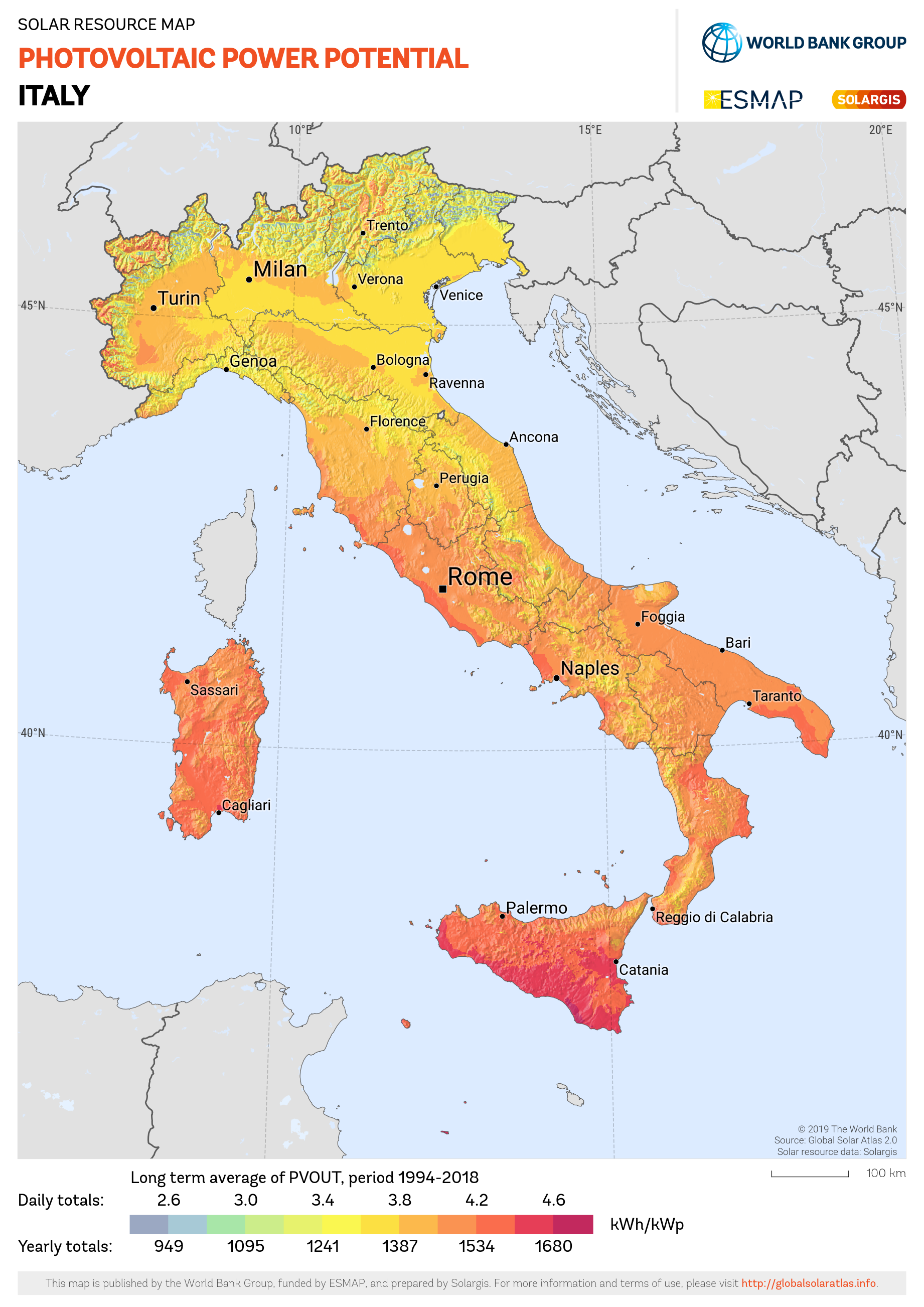
Mappa della produttività fotovoltaica in Italia. Varia da poco meno di 1000 a oltre 1700 kilowattore annui per ogni kilowatt picco di fotovoltaico installato

È la funzione aggiuntiva a quella agricola. Consente di produrre energia elettrica per conversione diretta in energia elettrica dell'irraggiamento solare. La conversione dell'energia radiante in energia elettrica ha un valore variabile a seconda delle tecnologia fotovoltaica impiegata e delle condizioni ambientali, in particolare l'intensità ed il tipo di irraggiamento e la temperatura raggiunta dai pannelli fotovoltaici, il valore medio della capacità di conversione dei pannelli fotovoltaici in commercio si aggira attorno al 15% per i sistemi a silicio cristallino e al 10% per le tecnologie a silicio a film sottile. Questi valori paragonati con la capacità intrinseca della fotosintesi dei vegetali di convertire circa il 3% dell'energia radiante solare danno ragione di come possa aumentare dal 35 al 73% l'efficienza complessiva di conversione della radiazione solare del sistema agrivoltaico rispetto al solo suolo agricolo. I sistemi fotovoltaici hanno il recupero dell'energia utilizzata per realizzarli (EPBT, Energy PayBack Time) in un tempo variabile tra 1 e 4,1 anni su una vita prevedibile dell'impianto da 20 a 30 anni. L'energia prodotta durante la vita utile dell'impianto fotovoltaico varia da un valore di 8,1 a 34,7 volte rispetto a quella impiegata per realizzarlo (EROEI) .Ogni kilowatt di potenza fotovoltaica installata con una superficie media di 6 m2 di pannelli fotovoltaici, in Italia produce mediamente 1250 kWh all'anno con una riduzione di emissioni di circa 625 kg anno di anidride carbonica. Per approfondimenti consultare le pagine effetto fotovoltaico, modulo fotovoltaico e impianto fotovoltaico.